# Joan Wallach Scott
(Joan W. Scott, Intervista, Libération, 2018)
Joan Wallach Scott (Brooklyn, 18 dicembre 1941) è una storica statunitense.
Dopo aver dedicato i suoi primi studi al movimento operaio francese in un'ottica marxista, verso la fine degli anni settanta, sotto la spinta del femminismo, indirizza i suoi interessi verso la storia delle donne, pubblicando con la storica Louise Tilly il libro Women, Work, and Family, che rappresenta una svolta negli studi sulla divisione sessuale del lavoro. Negli anni ottanta del Novecento il suo incontro con la teoria post-strutturalista la conduce a interrogarsi sui presupposti dell'analisi storica e ad introdurre il genere come categoria storiografica da indagare nella sua costruzione discorsiva, al pari delle altre categorie di classe, identità, etnia.
L'articolo Il "genere": un'utile categoria di analisi storica, pubblicato nel 1986 nell'American Historical Review, ampiamente diffuso negli Stati Uniti e in Europa, la rende tra le prime teoriche della gender history.
A partire dagli anni novanta il linguaggio dell’universalismo repubblicano e il suo funzionamento all'interno delle rappresentazioni della storia francese costituiscono uno dei suoi campi di ricerca privilegiati, diventando materia di riflessione anche nel dibattito pubblico, in cui interviene in materia di questioni razziali e religiose, politiche di integrazione, identità nazionale, sessualità, parità dei diritti, libertà di insegnamento.

## Biografia
Joan Wallach nasce a Brooklyn, New York, il 18 dicembre 1941, figlia di due insegnanti delle scuole superiori, Lottie Tannenbaum e Sam Wallach.
Il padre, di origini ebraiche, giunge dalla Polonia agli Stati Uniti nel 1910, in tenerissima età, con i genitori e i tre fratelli. Dopo essersi diplomato nel 1929 al City College di New York, trova lavoro come insegnante di storia e di economia e diventa uno dei leader del Sindacato degli insegnanti (Teachers Union), ricoprendo la carica di Presidente dal 1945 al 1948. Nei primi anni cinquanta, durante il periodo iniziale del maccartismo, Sam Wallach viene sospeso, poi licenziato e posto sotto la sorveglianza dell'FBI con molti altri colleghi, a seguito dell'approvazione, da parte dello stato di New York, della Legge Feinberg che bandisce dalle scuole pubbliche i sospettati di attività sovversive contro il governo e coloro che non si prestano alla collaborazione.
Questo evento conduce la giovane figlia Joan a maturare l'impegno, mantenuto durante tutta la sua carriera professionale, a favore della libertà di parola e della libertà accademica. Il padre la avvicina anche al pensiero marxista, alla convinzione che le relazioni economiche determinano quelle sociali, e alla "fede nel progresso inevitabile, nel potere redentore della storia". Dalla madre, anche lei insegnante di storia, apprende che l’insegnamento è una forma di attivismo: "la trasmissione della conoscenza per uno scopo che va oltre se stesso, uno scopo animato da relazioni di cura e politica, che modella il modo in cui i ragazzi pensano al mondo per renderlo un posto migliore".

### Primo attivismo politico
Terminato il liceo, Joan Wallace si iscrive alla Brandeis University, dove si distingue per il suo attivismo politico:
(Joan Scott, Finding Critical History, 2009, p. 29)

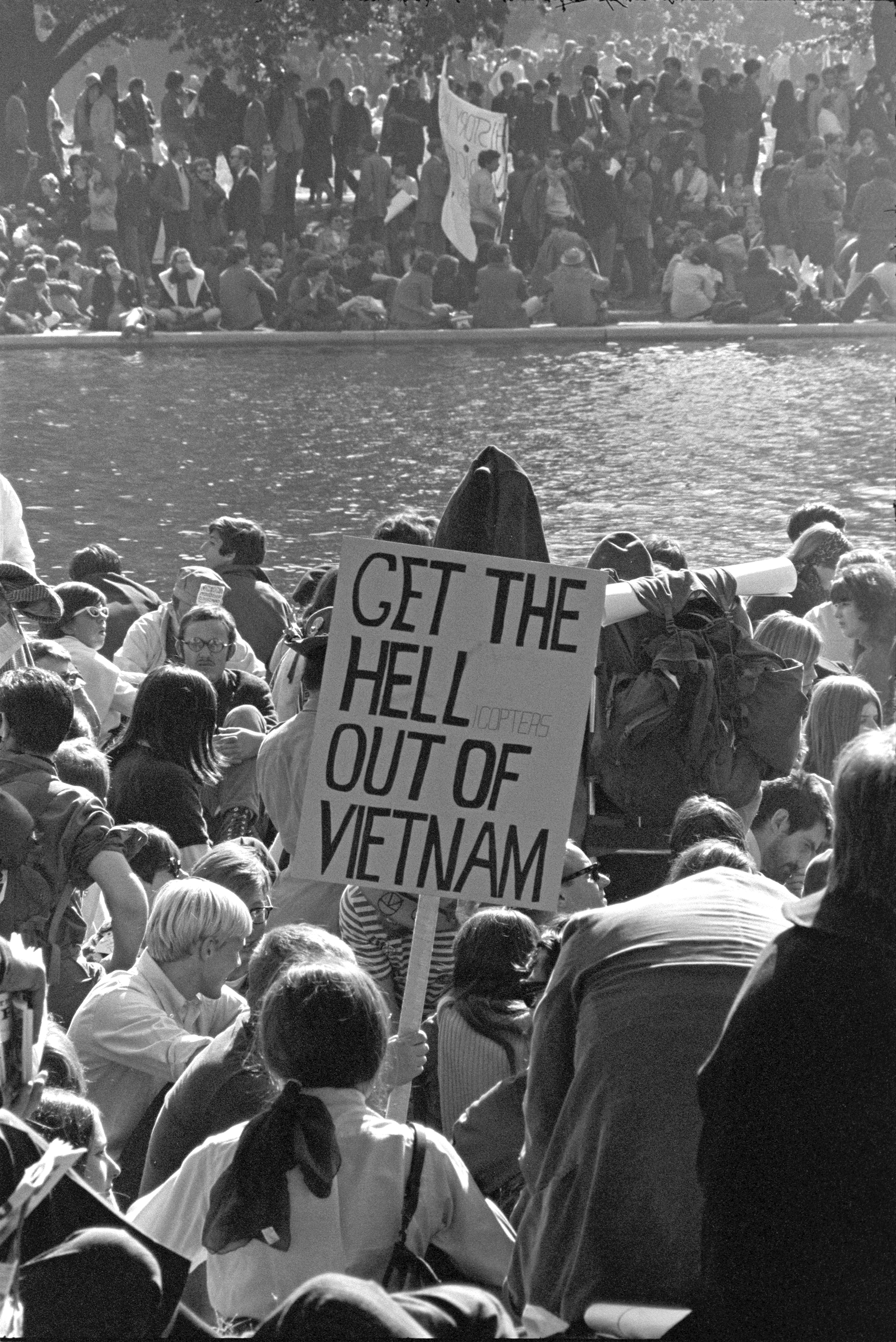
Proteste contro la guerra del Vietnam, 1967

Nel 1962 si laurea con una tesi sulla Rivoluzione del 1848 in Francia e grazie a una serie di circostanze in gran parte casuali, continua a coltivare il suo interesse per la storia francese e si iscrive all'Università del Wisconsin.
Nell'ateneo, ritenuto uno dei più fiorenti centri di pensiero e di azione politica, luogo di elaborazione della Wisconsin School di economia e di storia diplomatica e sede di pubblicazione della rivista della sinistra radicale Studies on the Left, Joan Wallace si unisce ad altri attivisti a sostegno dei movimenti afroamericani per i diritti civili, come i Freedom Riders, e nelle mobilitazioni contro la guerra del Vietnam, interpretando lo studio della storia come strettamente intrecciato alla politica, considerata la sua prima "vocazione".
Dopo essersi laureata, accede al dottorato di ricerca e lavora come assistente didattica dello storico tedesco George Mosse. Nel 1967 parte per la Francia per raccogliere i materiali della sua ricerca e dopo due anni presenta la tesi di dottorato incentrata sull'impatto indotto dai cambiamenti tecnologici sulla politica della classe operaia francese (in particolare i vetrai di Carmaux) alla fine del XIX secolo.
Durante questo periodo si sposa con Donald Scott, con il quale in precedenza aveva condiviso gli studi di storia all'Università del Wisconsin e il dottorato, e quando questi riceve un incarico di docenza di storia americana alla CUNY, si trasferisce con lui a Chicago. Nel 1966 nasce il loro primo figlio, Antony Oliver Scott; nel 1969 Joan inizia la sua carriera lavorativa "proprio mentre il movimento femminista stava esplodendo nei campus [...] e le studentesse chiedevano a gran voce la “her-story”.

### Anni settanta: avvio della carriera universitaria
Joan Scott ottiene il suo primo incarico all'Università dell'Illinois a Chicago, dove lavora dal 1970 al 1972, per trasferirsi in seguito alla Northwestern University (1972–1974) e all'Università della Carolina del Nord a Chapel Hill (1974–1980).

#### Storia del lavoro e il lavoro delle donne

##### The Glassworkers of Carmaux(1974)
Il suo primo lavoro, pubblicato nel 1974, The Glassworkers of Carmaux: French Craftsmen and Political Action in a Nineteenth-Century City, trae origine dalla sua tesi di dottorato; è uno studio di impronta marxista sui mutamenti intervenuti, a seguito all'avvento della meccanizzazione, nel lavoro e nei comportamenti politici (sindacalizzazione, adesione al socialismo) di un piccolo segmento altamente qualificato della classe operaia francese, quello dei soffiatori di vetro di Carmaux nel XIX secolo. L'autrice indaga sul legame tra proletarizzazione (perdita del controllo della produzione e declino dello status professionale da parte dei lavoratori), coscienza di classe e radicalizzazione politica. Il libro, vincitore del premio dell’American Historical Association come migliore opera prima di storia europea scritta negli Stati Uniti, coniuga i due interessi - storia sociale e storia del lavoro - maturati dall'autrice durante la sua carriera universitaria e ne stabilisce l'identità professionale come storica della Francia moderna e storica del lavoro.

##### Women, Work, and Family (1978)
Degli altri studi successivamente prodotti sul mondo del lavoro, ad esempio nel settore dell'abbigliamento e della calzatura, uno dei quali scritto in collaborazione con Eric Hobsbawm, il più noto è quello pubblicato nel 1978 e scritto insieme alla storica sociale Louise Tilly, Women, Work, and Family, che studia gli effetti emancipatori dell'ingresso delle donne nelle fabbriche, segnando una svolta negli studi sulla divisione sessuale del lavoro.

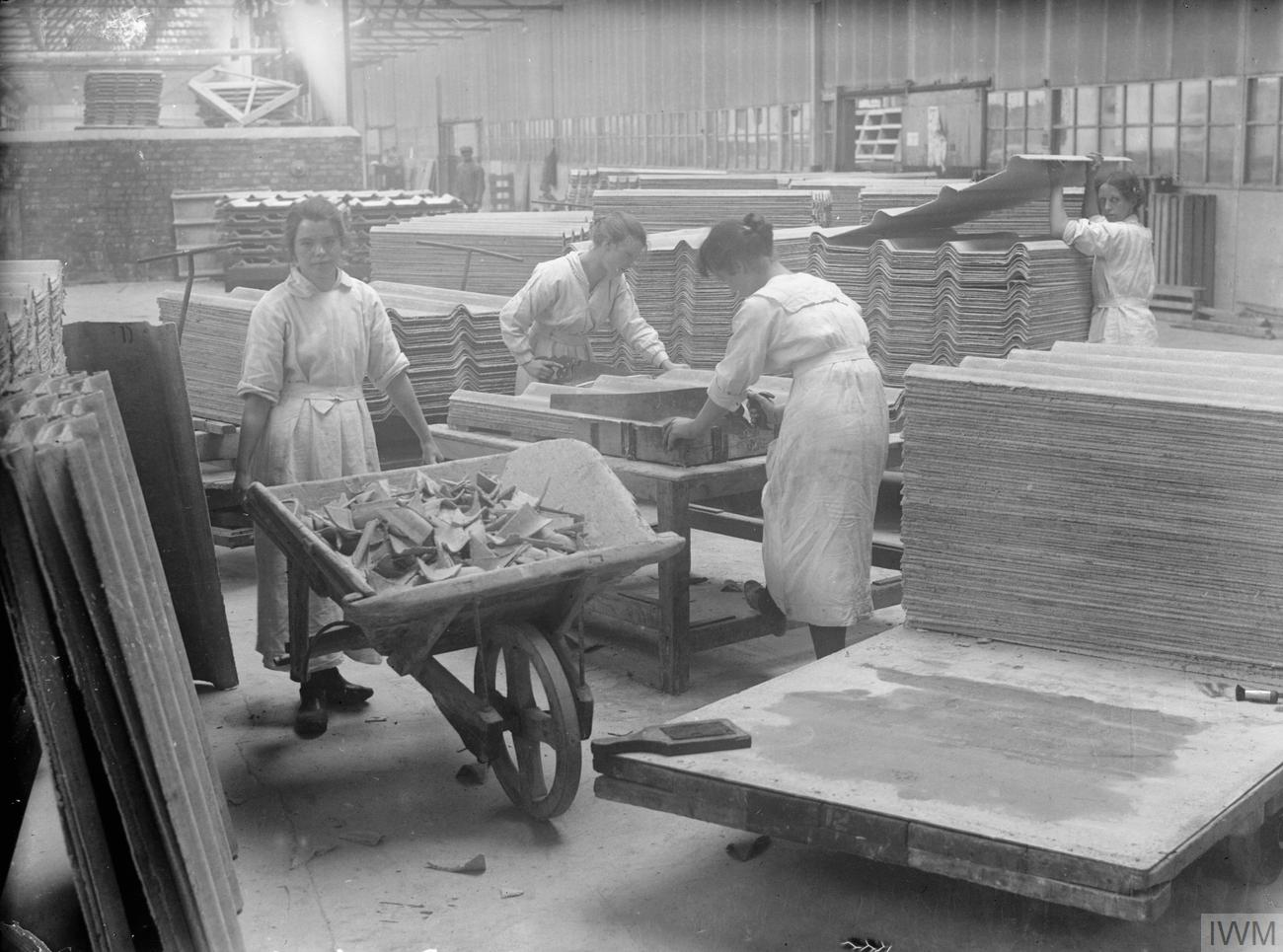
Lavoratrici in una fabbrica di coperture di amianto, Lancashire, 1918

Come più tardi Scott spiegherà, la sua collaborazione con Tilly,  che, come lei, aveva iniziato a insegnare storia delle donne su insistenza delle sue studentesse, si fondava sulla formazione condivisa di storiche sociali e sulla comune contestazione dell'idea, sostenuta dal movimento femminista e dalla maggior parte degli studi di storia del lavoro femminile, che il lavoro salariato rappresentasse per le donne "una garanzia di emancipazione dalle pressioni familiari “tradizionali” a restare a casa e crescere i figli" e che costituisse la fonte dell'acquisizione dei diritti politici.
L'analisi del rapporto donne-lavoro-famiglia condotta dalle due autrici, uno studio sociologico supportato da dati statistici demografici, mostra che prima dell'industrializzazione le donne, nell’artigianato e nell'agricoltura, erano già impegnate in attività produttive essenziali per l'economia familiare; il lavoro salariato industriale avrebbe rappresentato un cambiamento, ma non un miglioramento nella loro posizione sociale, e non avrebbe alterato significativamente il loro ruolo all'interno della famiglia, né le avrebbe liberate dai tradizionali rapporti di potere. Nella prefazione della seconda edizione pubblicata nel 1987, viene inoltre sottolineato come lo studio riveli l'esistenza di una variabilità di processi e di situazioni, dipendenti dal carattere dello sviluppo economico, dal tipo di produzione e di sviluppo tecnologico, dall'area culturale e geografica presa in esame, e come i diversi contenuti attribuiti ai termini "donna" e "lavoro", status e potere, portassero ad escludere ogni generalizzazione sulla liberazione della donna e sulla possibilità di esistenza di un'unica storia.
Dopo aver scritto questo libro, Scott afferma di essere rimasta colpita dalla "persistenza dell'oppressione delle donne", dalla "continuità storica" della discriminazione, e di non aver trovato nelle teorie marxiste adeguate risposte per spiegare le gerarchie di genere e la loro permanenza, nonostante il raggiungimento dell’uguaglianza politica. Anche la storia sociale, a suo avviso, non aveva dato risposte a questa questione: se aveva promosso l'inclusione nella storia di attori fino ad allora esclusi, per quanto riguarda le donne, secondo la studiosa statunitense, essa continuava a includerle nella categoria generale "uomini", o a considerarle irrilevanti, perché confinate nella sfera privata domestica o perché ritenute prive delle qualità necessarie per occupare un posto nella storia.

### Anni ottanta: l'incontro con il post-strutturalismo

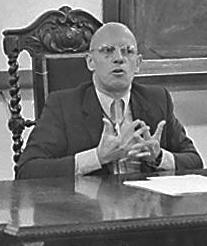
Michel Foucault, 1974

Nei primi anni ottanta, quando le viene assegnata alla Brown University la cattedra Nancy Duke Lewis per l'insegnamento e la ricerca nell'area degli women’s studies, Scott entra in contatto con un gruppo molto attivo di ricercatrici femministe - come Mary Ann Doane, Naomi Schor, Ellen Rooney ed Elizabeth Weed - che si occupano di critica letteraria, allora impegnate nella lettura e nella discussione di testi degli autori post-strutturalisti (Barthes, Foucault, Derrida), dei principali esponenti della psicanalisi (Freud, Lacan, Laplanche) e del femminismo francese (Irigaray, Cixous, Kristeva); l'incontro con queste studiose, la conoscenza di questi testi e la fondazione, nel 1981, del Pembroke Center for Teaching and Research on Women, di cui diventa direttrice, segnano un punto di svolta nel suo pensiero, rivelandosi essenziali per lo sviluppo dei suoi futuri studi sul genere come costruzione sociale e per avviare la riflessione su questioni teoriche della ricerca storica.
Così Scott commenta l'importanza di quel periodo: "In quegli anni il mio femminismo acquisì una sua logica intellettuale, la basi filosofiche per il mio lavoro di storica. Questo tipo di lavoro ora ha un nome: storia critica. [...] La teoria post-strutturalista mi ha fornito un linguaggio per articolare la critica femminista e per concepire come la storia potrebbe servirla."

#### La "svolta linguistica"
(Joan W. Scott, History trouble, entretien, 2014)
Secondo Scott il problema non era quello di aggiungere le donne alla storia tradizionale, ma di ridefinire "le regole della disciplina", interrogandosi anche su come "una storica donna" poteva "cambiare il modo in cui pensavamo la storia". La lettura dell'opera di Foucault, iniziata con L'ordine delle cose, viene da lei indicata come la più importante influenza che avrebbe determinato la sua "svolta linguistica”, il momento in cui "la passione è entrata nel mio matrimonio combinato con la storia".
L'incontro con il pensiero di Foucault segna l'interesse di Scott per "una storia della differenza" che interroga e analizza gli elementi su cui si fondano distinzioni, gerarchie e conflitti. Assumendo il linguaggio, i "discorsi" - in termini foucaultiani - come oggetto di indagine storiografica, Scott esplora la costruzione dei soggetti, delle organizzazioni sociali e dei rapporti di potere, mette in discussione i presupposti su cui si basano l'analisi storica e le tradizionali categorie storiografiche di classe, razza, genere.

#### Il genere come categoria di analisi storica
(Joan Scott, Finding Critical History, 2009, p. 48)

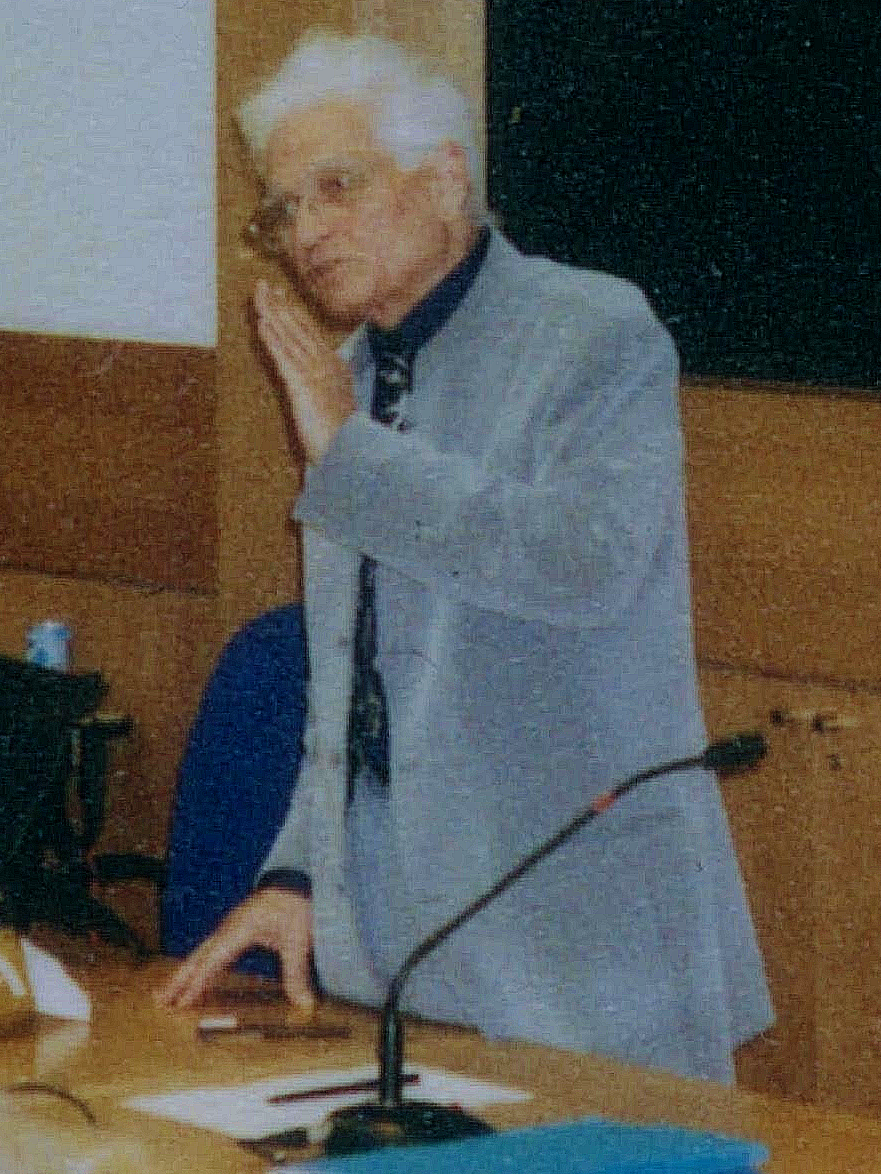
Jacques Derrida

Nel 1986 Scott pubblica un articolo sulla rivista accademica American Historical Review intitolato Gender: A Useful Category of Historical Analysis, che avrà un'enorme diffusione, collocandosi al primo posto tra gli articoli più visualizzati e stampati della rivista e rendendola nota in tutto il mondo, anche se la categoria di genere, così come è stata lei intesa e come spesso la stessa autrice osserverà in seguito, verrà spesso mal interpretata e non compresa né applicata nelle sue implicazioni epistemologiche.
In un momento in cui la storia delle donne si stava interrogando sul proprio statuto e sul proprio futuro, l'articolo di Scott rappresenta il principale contributo a tale dibattito, con la proposta di una prospettiva teorica, fondata sulla contestazione dell'attribuzione biologica dei ruoli sessuali, e sull'applicazione della teoria post-strutturalista sviluppata da Foucault e Derrida, conosciuta e approfondita nell'ambito del Pembroke Center for Teaching and Research on Women della Brown University, da lei cofondato con Elizabeth Weed nel 1981. Tale teoria rappresenta per Scott un'imprescindibile strumento di analisi "per esplorare come le gerarchie di genere sono costruite e legittimate", ed è da lei ritenuta in grado di promuovere un profondo cambiamento in ambito storiografico, non solo per quanto riguarda la storia delle donne, ma per l'intera disciplina.

### Nuove prospettive: l'Institute for Advanced Study di Princeton (1985-2014)

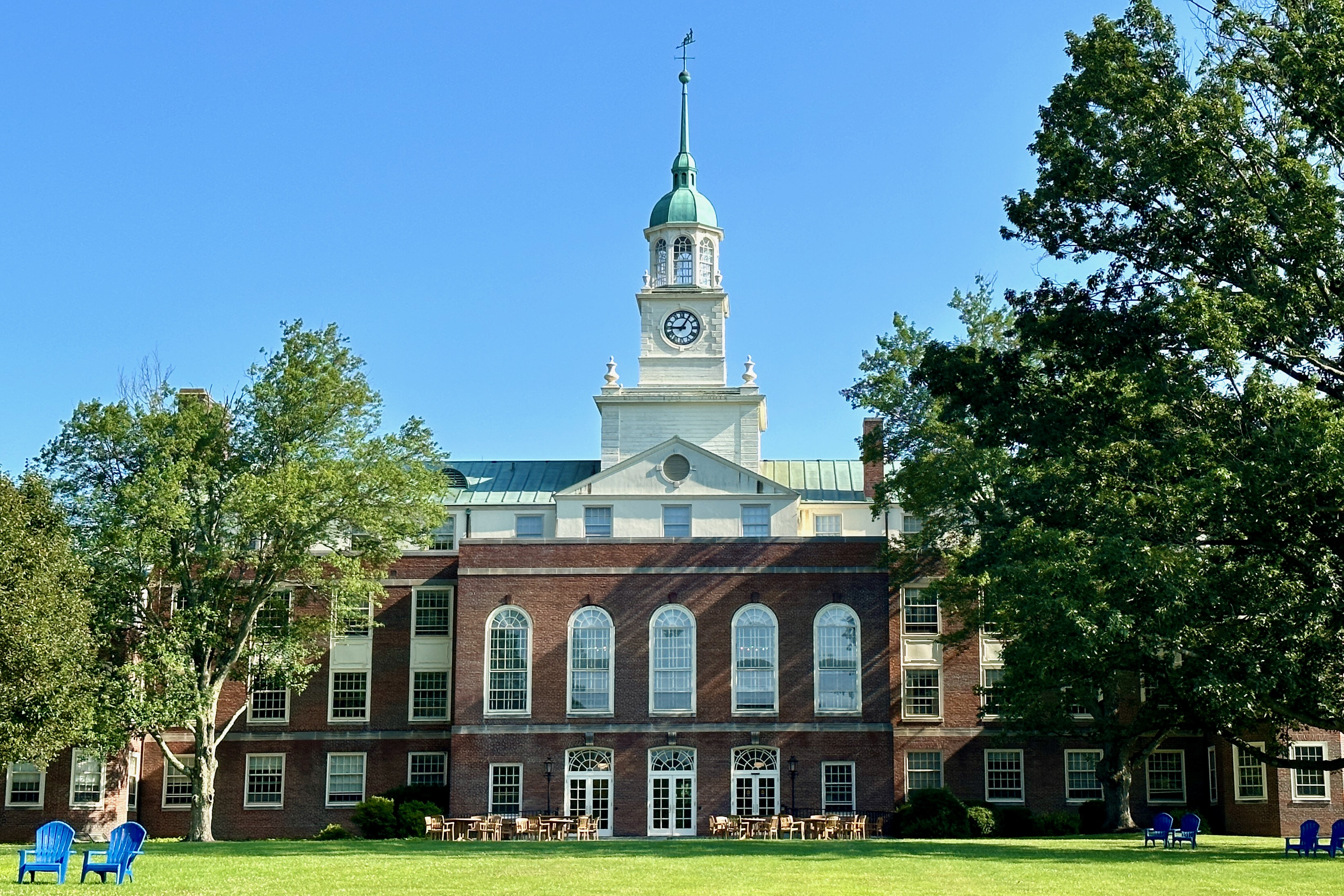
Fuld Hall, Institute for Advanced Study, Princeton

Nel 1985 Scott lascia la Brown University e accetta l'offerta di diventare membro permanente della facoltà dell'Institute for Advanced Study di Princeton, dove nel 2014 concluderà la sua carriera con il pensionamento e il conferimento del titolo di docente emerita.
Assunta a Princeton per il suo lavoro di storica sociale, diventa, per sua stessa ammissione, una storica delle idee, una studiosa per la quale "la teoria – la teoria femminista – era ed è una preoccupazione primaria". Scott definisce come oggetto del suo lavoro "la questione della differenza nella storia: i suoi usi, enunciazioni, implementazioni, giustificazioni e trasformazioni nella costruzione della vita sociale e politica. Differenza non solo come differenza sessuale, ma come uno qualsiasi di quei fattori della vita umana su cui si basano le distinzioni primarie, le gerarchie e i conflitti; fattori il cui radicamento nella natura, cultura, religione, etnia o razza necessita di essere interrogato piuttosto che semplicemente descritto."
Negli anni successivi alla pubblicazione dell'articolo sul genere, Scott si interroga sia sui presupposti disciplinari della storia, sia sulle teorie femministe e lo status della storia delle donne, con il fine di intervenire nella “politica della storia”. I risultati di questa attività di sistematizzazione sono rappresentati dal suo nuovo libro Gender and the Politics of History.

#### Gender and the Politics of History(1988)
not only the history of relations between the sexes but also all or
most history whatever its specific topic, I am aware of the necessarily
partial results such an approach will produce. I make no claim to
total vision, nor to having found the category that will finally explain
all inequality, all oppression, all history. My claim is more modest:
that gender offers both a good way of thinking about history, about
the ways in which hierarchies of difference—inclusions and
(Joan W. Scott, Gender and the politics of history, 1988, p. 10)
Gender and the Politics of History (1988) raccoglie nove saggi di Scott già pubblicati tra il 1983 e il 1988 e in gran parte riscritti. Si pone come tentativo, da parte dell'autrice, di costruire "una piattaforma insieme teorica e politica per la storia delle donne", nella quale il post-strutturalismo viene indicato come riferimento necessario per una "politica femminista più radicale", perché in grado di offrire "una potente prospettiva analitica": "affronta questioni di epistemologia, relativizza lo status di tutta la conoscenza, collega conoscenza e potere", suggerisce una riflessione critica sui processi attraverso i quali vengono creati i significati e la conoscenza è ed è stata prodotta.

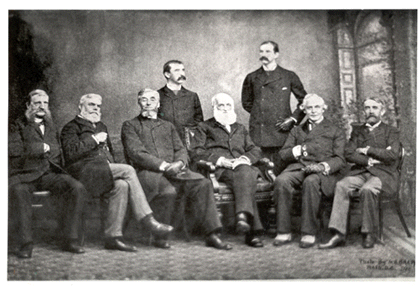
I componenti dell'American Historical Association, 1889

Nell'introduzione, Scott definisce il genere come il discorso intorno alla differenza fra i sessi, inteso in termine foucaultiani, come l' "interpretazione delle relazioni umane prodotta dalle culture e dalle società"; nello specifico, delle relazioni fra uomini e donne, e dei significati stabiliti per le differenze corporee. Tale sapere è storicamente creato, non è assoluto ma relativo, non definito dalla natura delle cose, né riferito solo alle idee, ma anche alle istituzioni, alle strutture e alle pratiche quotidiane: i suoi usi e significati sono "il mezzo attraverso cui vengono costruite le relazioni di potere, di dominio e subordinazione". Il sapere è "un modo di ordinare il mondo", inseparabile dall'organizzazione sociale; "ne consegue quindi che il genere è l’organizzazione sociale della differenza sessuale."
La storia come disciplina, oltre a testimoniare i cambiamenti che intervengono nell'organizzazione sociale dei sessi, partecipa alla produzione del sapere sulla differenza sessuale, e quindi interviene sulla costruzione del genere nel presente; se il fine degli studi femministi è evidenziare e cambiare le disuguaglianze tra donne e uomini, modificare le distribuzioni di potere esistenti, tale obbiettivo, rileva Scott, rimane difficile da attuare se manca "un’analisi di genere di come le gerarchie vengono costruite, legittimate, messe in discussione e mantenute." La storia delle donne fino a qui praticata, basata sulla documentazione dell'esistenza delle donne nel passato, non ha cambiato il valore che gli storici hanno attribuito alle loro attività e non è riuscita a spiegare i motivi della loro discriminazione e del ruolo di marginalità ad esse riservato. Né sono state in grado di farlo la storia sociale e la tradizione marxista, costruite sulla categoria dell' "uomo universale". Secondo Scott si rende quindi necessario l'uso di nuovi strumenti di analisi, una diversa epistemologia, indicata nel post-strutturalismo, in grado di rendere visibile il genere e di archiviare l'idea di una storia delle donne come appendice della "storia universale".

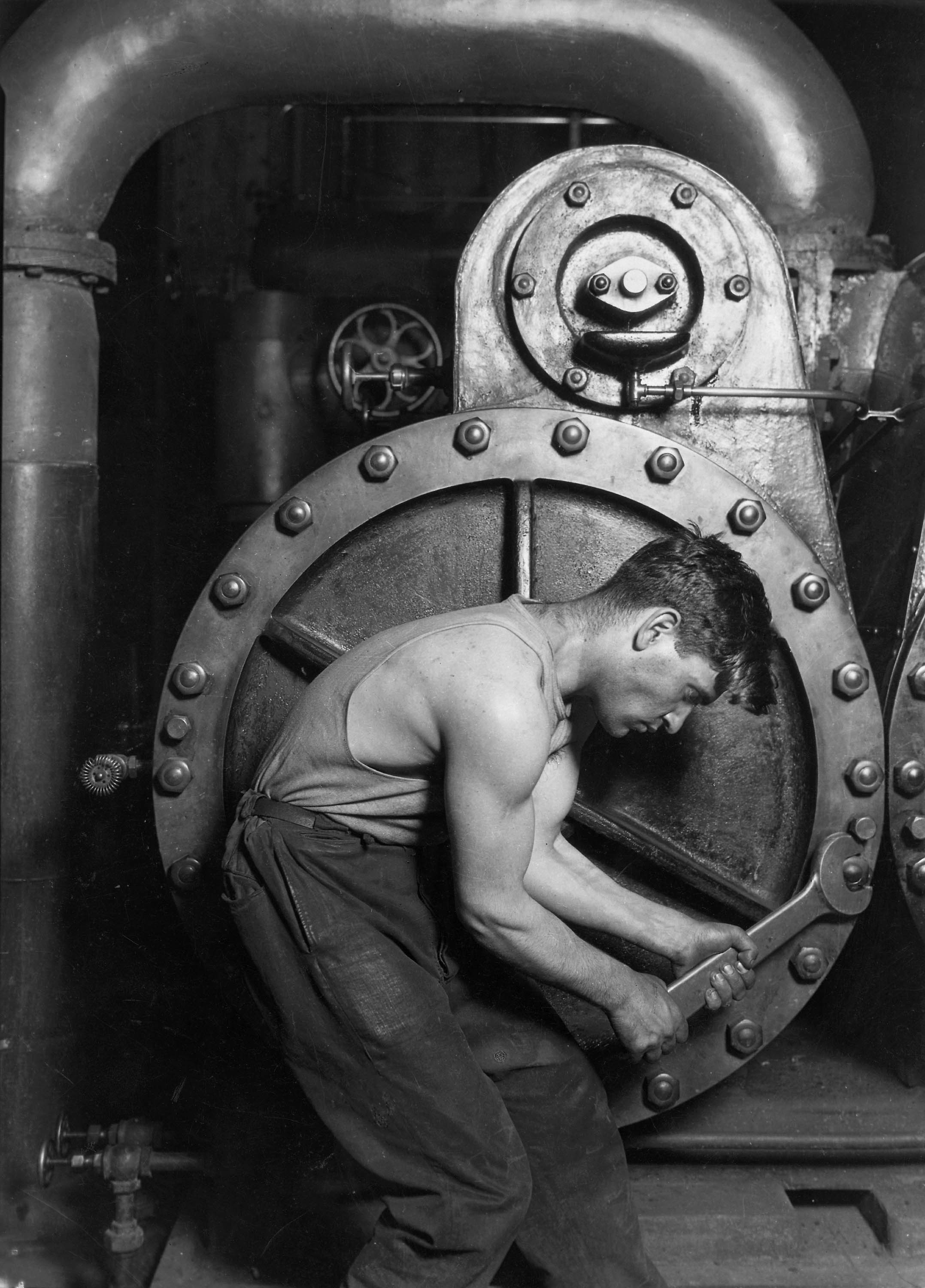
Lewis Hine, 1920. Power house mechanic working on steam pump

##### Verso una storia femminista
Il libro è diviso in quattro parti. La prima, Toward a feminist history, si apre con due saggi teorici nei quali l'autrice espone il suo modo di affrontare la storia del genere: Women's History pubblicato nel 1983, che rappresenta una rivisitazione critica delle principali linee di sviluppo nella storia delle donne, seguito dalla riproposizione dell'articolo del 1986 che l'ha resa nota, Gender: a useful category of historical analysis, nel quale sostiene che la gender history deve concentrarsi sulla costruzione sociale e politica del significato della differenza sessuale.

##### Genere e classe
Nella seconda parte, Gender and Class, Scott sviluppa la sua critica alla storia sociale e alla storia del movimento operaio, di tradizione marxista, in due distinti saggi dedicati alle principali opere degli storici britannici Gareth Stedman Jones e E. P. Thompson.
Nel primo articolo, intitolato On Language, Gender, and Working-Class History, l'autrice mette in evidenza la connessione esistente tra lo studio del linguaggio e lo studio del genere, soffermandosi sul processo di costruzione del significato sociale e politico del concetto di "classe operaia". Definendo preliminarmente il termine "linguaggio" Scott precisa che esso non si riferisce alle "parole" nel loro contenuto letterale o nel loro uso grammaticale, ma ad un sistema che costruisce significati, in modo relazionale e differenziale; che per genere non intende semplicemente i ruoli sociali delle donne e degli uomini, "ma l’articolazione (metaforica e istituzionale) in contesti specifici della comprensione sociale della differenza sessuale". Se il significato è costruito in termini di differenza, sostiene l'autrice, allora la differenza sessuale - che non è fissa, dipendente dalla biologia, ma culturalmente e storicamente variabile - diventa "un modo importante per specificare o stabilire un significato": ne deriva quindi che nello scandagliare i significati e la loro costruzione è possibile trovare il genere.

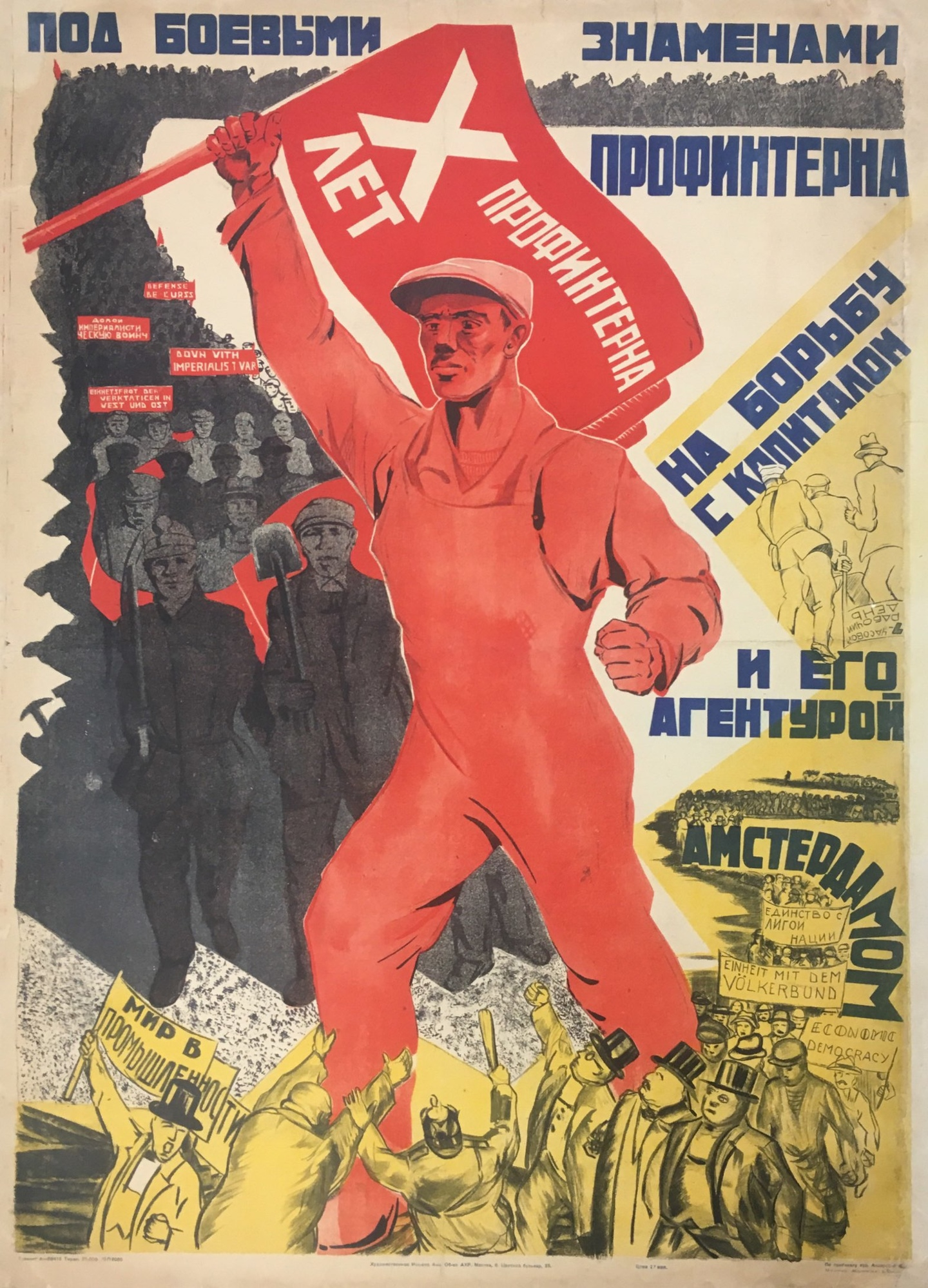
Voldemar Petrovich Anderson, Sotto la bandiera di battaglia del Profintern, 1931

Passando all'esame del libro Languages of Class (1983) di Gareth Stedman Jones, Scott rileva come, nella lettura del cartismo, della sua ascesa e caduta, la scarsa attenzione posta dall'autore al modo in cui i significati vengono costruiti attraverso la differenziazione, lo abbia condotto a non considerare come la categoria universale di classe operaia, di lavoratore, il concetto di "identità politica collettiva" e gli stessi "linguaggi di classe" del XIX secolo, siano fondati non solo su antitesi (capitalisti, aristocratici), ma anche su opposizioni ed esclusioni, e su rappresentazioni della differenza sessuale - maschile/femminile, uomo/donna - presentate come dato “naturale”, e in quanto tale, sottratte alla discussione e alla critica".
Le stesse obiezioni vengono rivolte al libro dello storico della New Left E.T. Thompson, Women in The Making of the English Working Class (1963), ritenuto una pietra miliare della storiografia britannica, modello ed espressione della "nuova storia del lavoro" prodotta negli anni sessanta, su cui lei stessa si era formata. Al centro della riflessione di Thompson vi sono il concetto "relazionale" di classe, di identità e di azione politica come forma di espressione della coscienza di classe, imperniati sull'idea di un umanesimo socialista e sulla critica dell'avanguardia leninista: i lavoratori vengono rappresentati come soggetto attivo della storia, in grado di agire autonomamente, facendo proprie le idee rivoluzionarie.

Anche in questo caso Scott "decostruisce" la narrazione di Thompson, le definizioni di classe e identità politica, la storia che il libro racconta, mostrando come la classe operaia, connotata come categoria universale, si fondi invece su un soggetto maschile, rappresenti una costruzione basata sul genere, evidenziata nell'opposizione uomo/lavoro/attività produttiva - donna/domesticità; i codici e le strategie simboliche usati nella narrazione sono sessuati: "Il libro è affollato di scene di uomini intenti a lavorare, incontrarsi, scrivere, parlare, marciare, rompere macchine, andare in prigione, resistendo coraggiosamente alla polizia, ai magistrati e ai primi ministri". Anche se presenti, le donne sono marginali nel libro, contribuiscono a rafforzare "la schiacciante associazione della classe con la politica dei lavoratori maschi." L'accostamento che il libro propone più volte tra donne e domesticità viene applicato anche nel caso delle lavoratrici salariate, che, nei rari casi in cui vengono nominate, vengono rappresentate in conflitto con il loro ruolo familiare: "a causa delle loro funzioni domestiche e riproduttive, le donne sono, per definizione, attori politici solo parziali o imperfetti."

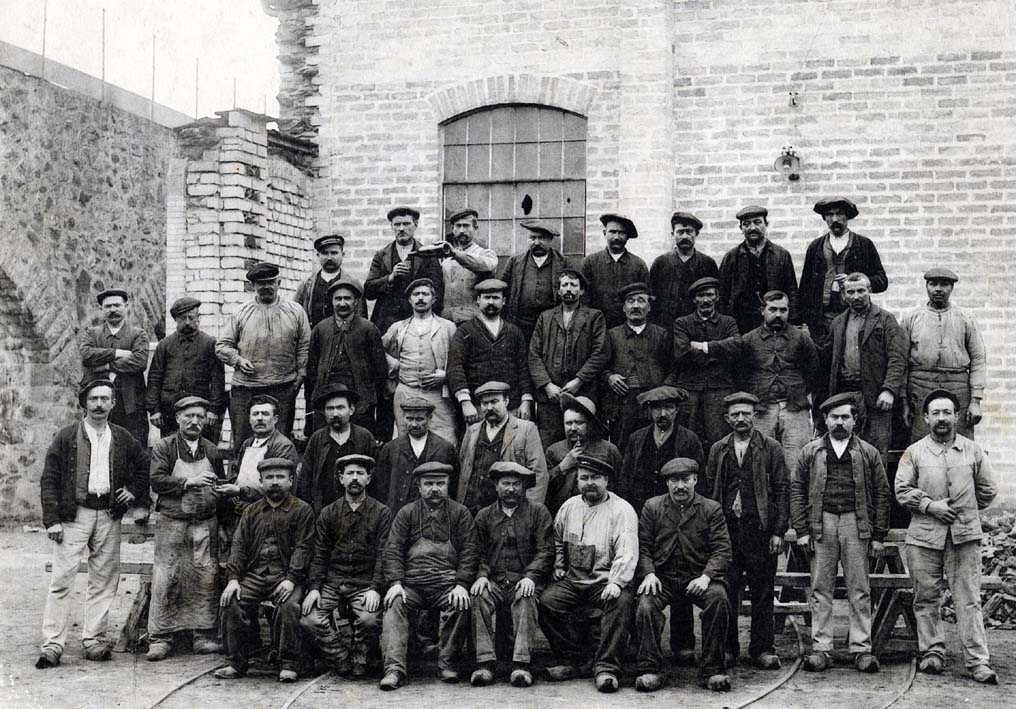
Gruppo di operai dell'acciaieria Saut-du-Tarn, Francia

L'invisibilità delle donne lavoratrici, specie le artigiane, nel libro di Thompson viene ricondotta da Scott a due motivazioni: alla convinzione dell'autore della loro assenza nei movimenti di protesta, ragione tuttavia non giustificabile all'interno dell'analisi, che il libro si era posto, dei diversi rapporti di produzione, o al presupposto di universalità della nozione di classe, che avrebbe reso la questione "donna" difficile da articolare, perché la sua differenza "implica disunità e sfida la coerenza". Una considerazione già espressa in precedenza, negli anni novanta dell’Ottocento, dal movimento operaio e socialista, per il quale il femminismo era un movimento borghese e individualista, contrario agli interessi della classe nel suo insieme.
Un secolo dopo, le femministe che lavoravano nella tradizione thompsoniana, anziché risalire alle ragioni della marginalità delle donne nella storia della formazione della classe operaia inglese, secondo Scott avrebbero accettato quel concetto di classe, pensando fosse sufficiente raccogliere le prove della partecipazione femminile alle attività economiche per essere incluse in quella storia; oppure ritennero che, per potervi accedere, bastasse costruire una narrazione parallela e aggiuntiva, che comprendesse anche aspetti riferiti a loro specifiche condizioni, come la maternità o i carichi domestici.
Rispondendo alle critiche provenienti da diverse storiche femministe che la accusano di prestare troppa attenzione alle storie "tradizionali" e agli scritti maschili, trascurando le donne come soggetto storico, così Scott conclude il suo saggio: "affinché le storiche femministe del lavoro possano aggiungere le donne a storie come The Making of the English Working Class, dobbiamo prima capire come funzionano questi libri una volta scritti. Questo tipo di operazione analitica rende possibile teorizzare un diverso tipo di storia della politica della classe operaia, che riformula la nostra conoscenza di genere e classe".

##### Eguaglianza e differenza
Gender in history, il titolo della terza parte, comprende tre saggi sui lavoratori e sulle lavoratrici francesi della metà del XIX secolo, posti ad esempio dell'applicazione dell'analisi linguistica e di genere; nei due saggi finali della parte conclusiva, Equality and difference, Scott esamina il "caso Sears", la vertenza sindacale che ha diviso il femminismo statunitense e la comunità delle storiche chiamate a testimoniare come esperte su fronti opposti in un'importante causa contro la discriminazione sessuale operata dall'azienda nei confronti delle lavoratrici, e infine esamina cento anni di storia delle donne impegnate nella professione storica statunitense, dal 1884 al 1984.

### Anni Novanta

#### Critica alla storia sociale
La critica mossa da Scott alla storia sociale, di cui gli scritti dedicati alle opere di Stedman e Thomson rappresentano un esempio, si basa su una diversa visione dei suoi tre presupposti teorici: esperienza, identità, politica. Anziché ritenere l'esperienza una realtà oggettiva, Scott la definisce un effetto, variabile, di specifiche costruzioni discorsive; afferma che l'identità non si basa sulla coscienza di sé, ma si connota come un'unità fittizia, instabile e incoerente; che la politica non è "una forma di coscienza collettiva sorta dalla percezione che esistono interessi comuni" e che vanno decostruite le architetture binarie che presuppongono gerarchia e subordinazione (come donna/uomo) e le categorie universali usate nelle scienze sociali, come classe, etnia, identità.
Se la realtà sociale e materiale non è ritenuta da Scott un'entità oggettiva né - necessariamente - la causa agente della condotta di attori storici, il punto di partenza per comprendere come sono organizzate le istituzioni e come viene costruita l’identità collettiva viene indicato nel linguaggio come sistema di significazione "attraverso il quale le persone rappresentano e comprendono il loro mondo, compreso chi sono e come si relazionano con gli altri”, e nel "discorso" come "struttura storicamente, socialmente e istituzionalmente specifica di affermazioni, termini, categorie e credenze”.
Nel 1991, dopo la pubblicazione nel volume collettaneo New Perspectives in Historical Writing, curato da Peter Burke, del suo lungo saggio di Scott Women's History, Scott dà alle stampe un articolo che analizza nello specifico il concetto di esperienza, The Evidence of Experience.

##### The Evidence of Experience(1991)
L'articolo, una diretta risposta all'intervento dello storico John Toews pubblicato su American Historical Review, analizza la categoria dell'esperienza e il significato ad essa attribuito dagli storici sociali, dalla tradizione marxista (in particolare E.P. Thompson) e da una parte del femminismo. Secondo Scott, gli storici sociali, nello stabilire un rapporto diretto tra circostanze economiche e azione politica, non si interrogano a sufficienza sul contenuto dell'esperienza, ritenendola un concetto ovvio e "trasparente", mentre, a suo avviso, il loro compito non dovrebbe essere quello di riprodurre e trasmettere conoscenze "che si dice siano ottenute attraverso l'esperienza", bensì di analizzare la produzione di quella stessa conoscenza.

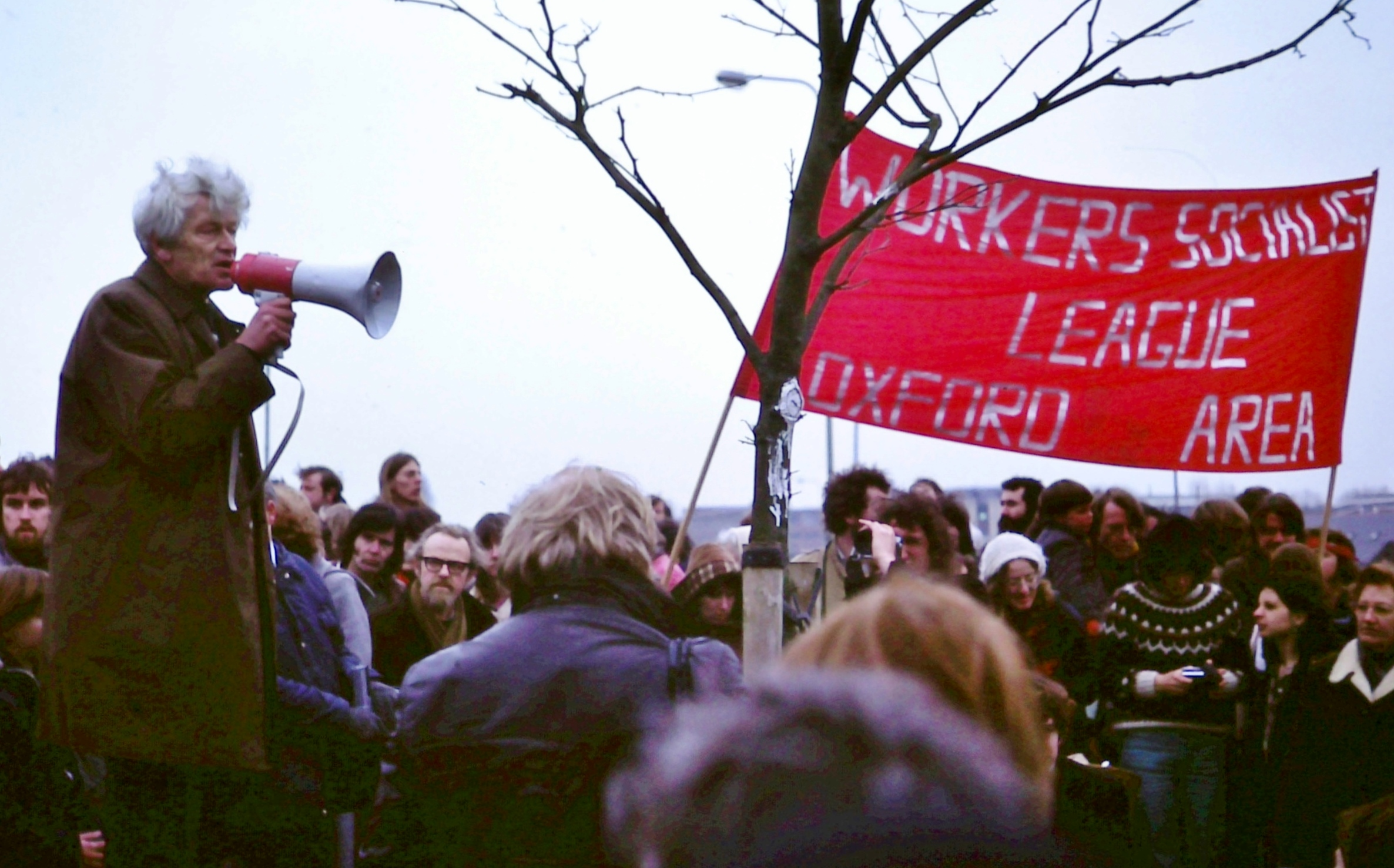
E.P. Thompson durante una manifestazione contro le armi nucleari ad Oxford nel 1980

Allo stesso modo, rivolgendosi alla storia delle donne e ai suoi limiti, Scott contesta il progetto dichiarato di voler sostituire la nozione di oggettività della storia tradizionale, ritenuta una copertura ideologica per i pregiudizi maschili, facendo appello all'esperienza delle donne del passato e delle storiche che si riconoscono nelle loro antenate; l'esperienza, a suo avviso, è una categoria opaca, non è di per sé "portatrice di verità", perché opera all'interno di relazioni sociali, è una costruzione ideologica che "naturalizza" categorie come uomo, donna, nero, bianco, eterosessuale e omosessuale. Secondo Scott è necessario interrogarsi sui processi di produzione dell'identità e sulla politica della sua costruzione, "i modi in cui l'azione è resa possibile, i modi in cui razza e sessualità si intersecano con il genere, i modi in cui la politica organizza e interpreta l’esperienza nel suo complesso, i modi in cui l’identità è un terreno conteso, il luogo di rivendicazioni molteplici e contrastanti".
La nozione di esperienza va storicizzata, va negato il suo utilizzo "per essenzializzare l’identità", va messa in discussione la fede nella relazione immediata tra parole e cose, formulando nuove domande, tra cui l'autrice pone: "In che modo le categorie di rappresentazione e analisi – come classe, razza, genere, rapporti di produzione, biologia, identità, soggettività, azione, esperienza e persino cultura – hanno raggiunto il loro status fondativo? Quali sono stati gli effetti delle loro articolazioni? Cosa significa per gli storici studiare il passato in termini di queste categorie e per gli individui pensare a se stessi in questi termini? Qual è la relazione tra l’importanza di tali categorie nel nostro tempo e la loro esistenza nel passato?"
Infine, Scott evidenzia come anche "lo storico che produce conoscenza del passato basandosi sull'"esperienza" negli archivi, o l'antropologo che produce conoscenza di altre culture basandosi sull'"esperienza" come osservatore partecipante" dovrebbero esaminare criticamente la loro posizione di creatori attivi di conoscenza, l'oggettività della scrittura storica, il ruolo di chi fa ricerca.

#### Storia del femminismo francese

##### Only paradoxes to offer(1997): il femminismo come paradosso
(Joan W. Scott, Only paradoxes to offer, 1996, p. 5)

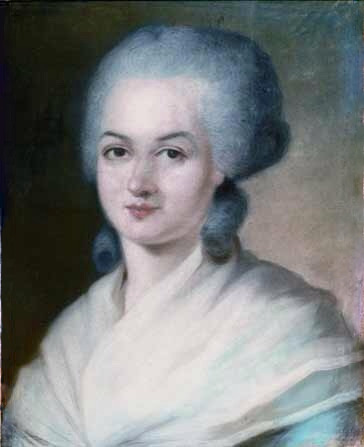
Ritratto di Olympe de Gouges (1748-1793)

In questo libro, il cui titolo è tratto da una frase scritta da Olympe de Gouges - “una donna che ha solo paradossi da offrire e non problemi facili da risolvere” - Scott esamina la storia del femminismo francese dal 1789 al 1944 e le formulazioni di "uguaglianza" e "differenza" presenti nelle rivendicazioni per i diritti politici di quattro femministe: Olympe de Gouges, autrice nel 1791 della Dichiarazione dei diritti della donna e della cittadina, Jeanne Deroin, femminista socialista utopica, Hubertine Auclert e Madeleine Pelletier, femministe della Terza repubblica.
Scott dichiara di voler prendere le distanze sia da un tipo di narrazione da lei definita "teleologica", modellata sul concetto di progresso e praticata fin dal XIX secolo anche dalle femministe, sia dal genere biografico e autobiografico, concentrato sulle storie di vita personali e sostenitore dell'idea che "l'agire è un'espressione della volontà individuale autonoma, piuttosto che l'effetto di un processo storicamente definito che forma i soggetti".

Quella che propone è una storia di genere, basata sull'utilizzo delle teorie post-strutturaliste, che analizza il femminismo "in termini di processi discorsivi - epistemologie, istituzioni e pratiche". Le strategie concorrenti - uguaglianza contro diversità - attraverso le quali è stato spesso letta la storia del femminismo, vengono da Scott "decostruite" e presentate come manifestazioni e nello stesso tempo sfide alle pratiche discorsive del repubblicanesimo francese che, a partire dalla Rivoluzione, impose l’universalismo della differenza sessuale su quello dei diritti naturali: l'individuo politico venne identificato con la mascolinità, e la femminilità, naturalizzata, con l'alterità, in un'opposizione fissa, gerarchica e immobile.

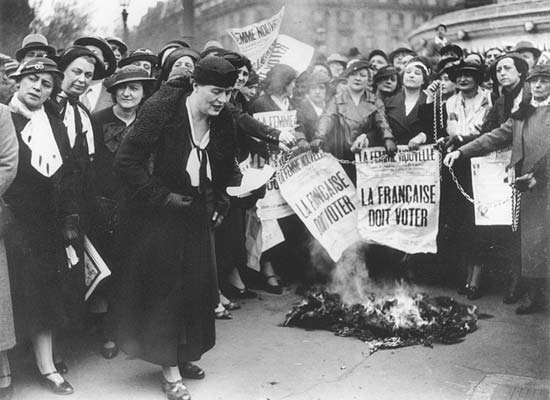
Manifestazione di donne parigine per il diritto di voto, 1935

La necessità di lottare contro l'esclusione delle donne dalla politica rifiutando la "differenza sessuale" che ne stabiliva la base ontologica, secondo Scott avrebbe tuttavia portato il femminismo a fare appello a tale differenza per avanzare rivendicazioni a favore delle “donne”; in questo modo, "nella misura in cui ha agito per le “donne”, il femminismo ha prodotto la “differenza sessuale” che cercava di eliminare".
Il paradosso è ritenuto da Scott l'elemento costitutivo del femminismo come movimento politico nel corso della sua storia: "la storia del femminismo è la storia delle donne che hanno avuto solo paradossi da offrire". Le femministe presentate nel libro - che incarnano quattro diverse configurazioni storiche del paradosso - non vengono quindi descritte come eroine in lotta per i diritti politici, ma come "luoghi o indicatori storici" di confronti politici e culturali, in cui individualità e contesto si intersecano, evidenziando i molteplici fattori che concorrono a costruire le loro azioni.
Il termine "paradosso", che assumerà un posto centrale anche nel lavoro successivo della storica statunitense, anziché significare stallo, viene inteso come una modalità o un meccanismo di cambiamento storico, che non si compie in modo deterministico.
L'azione femminista nella storia, sostiene Scott, è un effetto di ambiguità e incoerenze all'interno di particolari epistemologie, è una reazione all'esclusione e anche il sintomo delle contraddizioni costitutive dell’individualismo liberale: "Denunciando come ipocrita e incoerente un repubblicanesimo che enunciava principi universalisti ed escludeva le donne dall'esercizio dei pieni diritti politici, ma anche incarnando esse stesse la difficoltà di risolvere le incoerenze, le femministe hanno palesemente rivelato le linee di faglia represse del loro sistema ideologico/politico, e così hanno aperto interrogativi sul disegno originale del sistema e sulla necessità di ripensarlo".
Il dilemma posto tra strategie femministe basate sulla "differenza" o sull' "uguaglianza", uno dei temi ricorrenti dei suoi scritti, e ritenuto da Scott irrisolvibile, rappresenta quindi, a suo parere, nel paradosso che incarna, la sua forza sovversiva.

### 2000-2014

#### La dottrina francese dell'universalismo
Il tema "uguaglianza" e "differenza", l'analisi di come vengono concepite e articolate le differenze, quali effetti producano e quali pratiche politiche possano consentire la convivenza di individui e gruppi con interessi diversi, costituiscono negli anni successivi il nucleo centrale del pensiero di Scott, trovando particolare articolazione nello studio del repubblicanesimo e dell'identità nazionale francese, di cui l'autrice analizza i limiti e i significati.
La dottrina francese dell'universalismo è ritenuta da Scott un'ideologia fondata sull' "uguaglianza come base dell'uguaglianza", ossia sull'individuo astratto, sull'essere umano essenziale, privato di ogni connotazione religiosa, etnica, sociale: cittadini si diventa "non semplicemente giurando fedeltà alla nazione, ma assimilandosi alle norme della sua cultura", abbandonando ogni differenza, per diventare tutti uguali. Le norme culturali rappresentano, a suo parere, il punto critico della teoria repubblicana francese, in quanto essa concepisce, attraverso un'astrazione, che gli individui sono tutti uguali (come universali), ma misura la loro identità come cittadini francesi in modi concreti di essere, ossia chiede loro di mettere in pratica la "francesità": l’assimilazione è il "passaporto per la francesità".
Nel 2005 Scott pubblica un libro sul movimento femminista Parité che negli anni novanta si era battuto per ottenere una maggiore presenza delle donne nelle cariche elettive; due anni dopo esce un suo nuovo libro sulle "politiche del velo" adottate dallo stato francese nei confronti delle donne musulmane; pur nelle loro declinazioni nazionali, queste questioni vengono entrambe analizzate nel contesto della crisi dell'universalismo e della rappresentanza che sta attraversando l'Occidente, non più in grado di accogliere le differenze razziali, etniche, religiose che sfidano l'assetto dei tradizionali sistemi politici nazionali.
Scott dichiara che le sue riflessioni si basano sulla personale convinzione che sia necessario "riconoscere e negoziare le differenze, anche quelle che sembrano irriducibili", comprendere ciò che la democrazia richiede nel contesto attuale, tenendo presente, come nel caso del dibattito sul velo e sul "problema musulmano" in Europa, che le diverse storie nazionali sono fondamentali per comprendere i modi specifici con cui le idee di disuguaglianza vengono espresse e implementate a livello politico.

##### Parité!: sexual equality and the crisis of French universalism (2005)

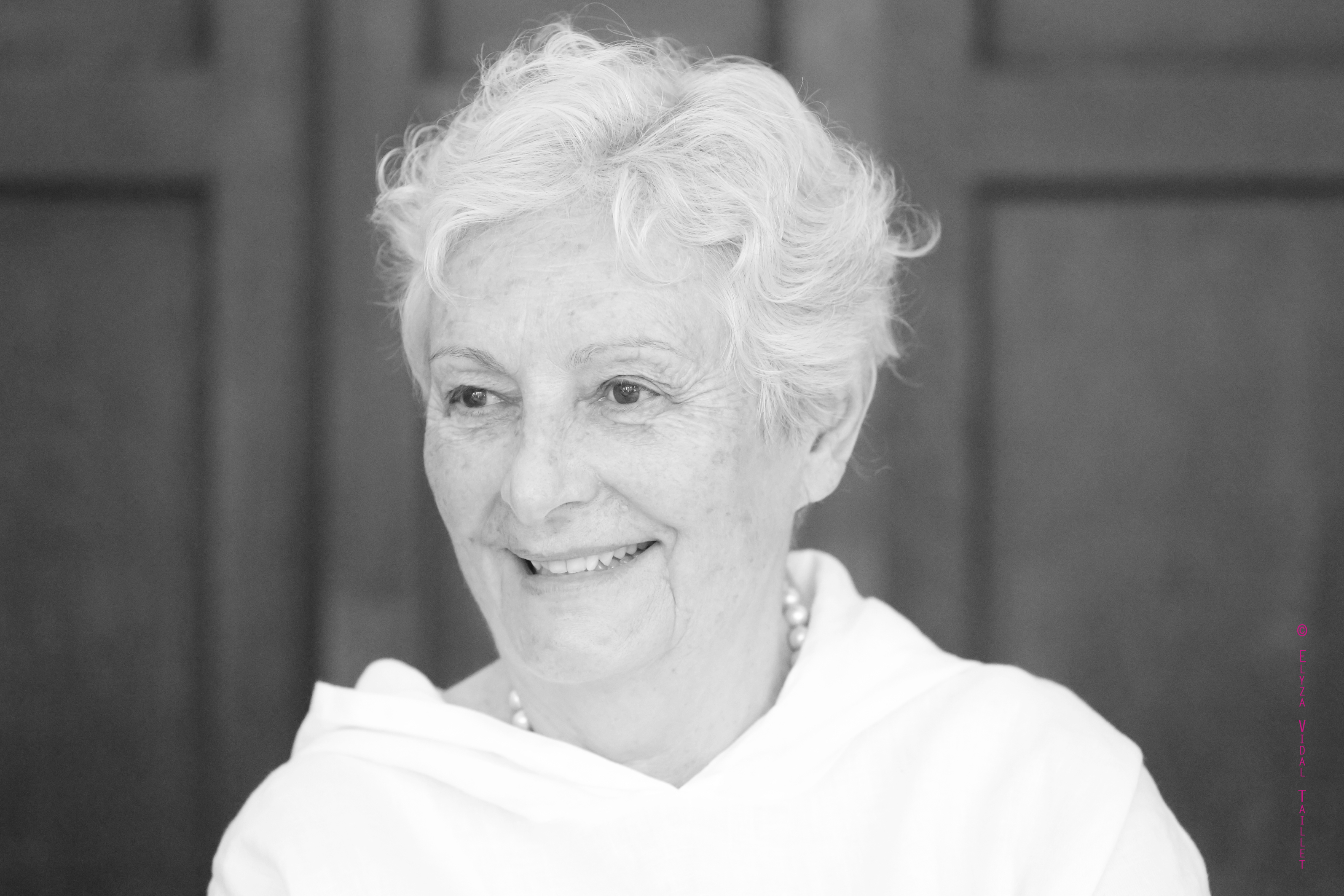
La giornalista Claude Servan-Schreiber, una delle leader del movimento Parité

Nel 1993, mentre stava lavorando al libro Only paradoxes to offer sulla storia del femminismo francese, Scott venne a conoscenza del movimento femminista Parité leggendo sul New York Times l'intervista ad una delle leader del movimento, la giornalista Claude Servan-Schreiber. Il movimento, che rivendicava un' "equa rappresentanza politica", si poneva lo scopo di ottenere che il 50% dei candidati alle cariche elettive fossero donne, lamentando la loro sistematica esclusione dai processi decisionali, a causa delle strutture di partito che agivano come una confraternita chiusa, rendendo particolarmente difficile l'elezione di rappresentanti femminili.
Tale meccanismo e i suoi presupposti venivano ricondotti dalle "paritaristes" alle fondamenta stesse della filosofia politica dell'universalismo francese. A differenza dei movimenti femministi che stava studiando in quel periodo, Scott rilevò che il tratto di novità di Parité risiedeva nell'obbiettivo di cambiare i termini del repubblicanesimo affrontando il problema della differenza sessuale e seguì per circa un decennio il controverso dibattito che il movimento produsse, esaminandone le formulazioni teoriche e gli interventi tattici. Parité pose al centro della sua riflessione e del dibattito pubblico la relazione tra il riconoscimento della differenza e la cittadinanza repubblicana: secondo questo movimento gli individui erano sessuati, "uomini" e "donne", e andava riconfigurato l'individuo astratto su cui si fondava l’universalismo. Il "paradosso" come una delle contraddizioni costitutive del femminismo, analizzato nel precedente libro di Scott, sembrava, a suo avviso, aver trovato uno sbocco nelle rivendicazione delle paritaristes.

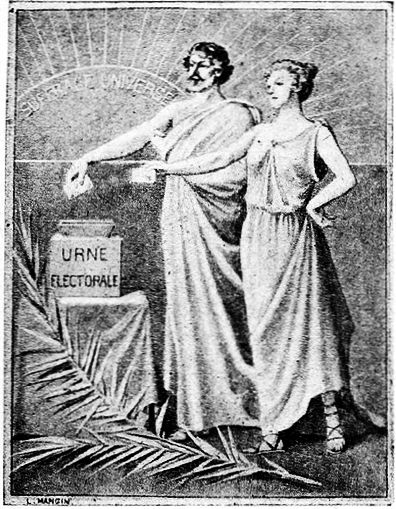
Ubertine Auclert, Le vote des femmes, 1908

Gli interrogativi che la storica statunitense individuò nella richiesta di questo movimento erano tuttavia molteplici: equa rappresentanza significava solo aumentare il numero delle donne elette? Che rapporto si stabiliva tra questo numero e la reale considerazione delle voci e degli interessi delle donne da parte dei legislatori? Gli interessi delle donne erano uniformi e distintivi? Come poteva conciliarsi l’idea che i funzionari eletti potessero parlare a nome di gruppi distinti nella società, con il sistema di rappresentanza su cui si basava il repubblicanesimo francese, contrario, in nome della nazione, a tale possibilità? E infine: su cosa si basava la "differenza" invocata dalle paritaristes?
Per quanto riguarda quest'ultima domanda, Scott sostenne di essere stata colpita dall'argomentazione non "essenzialista" né "separatista", ma "rigorosamente universalista" posta dal movimento nel sostenere la parità: "con una mossa sorprendentemente originale e paradossale, le paritaristes cercarono di spogliare la rappresentanza nazionale sessuando l'individuo", e rendendo la differenza di sesso compatibile con l’astrazione. La concezione originaria, tuttavia, avrebbe subito modifiche nel corso del tempo; l’astrazione venne abbandonata, le donne acquistarono la parità "in quanto donne" e l'individuo astratto fu sostituito dalla coppia eterosessuale che divenne "unità universale di rappresentazione politica".
La legge approvata il 6 giugno 2000 fu la prima al mondo ad adottare un sistema paritario per le elezioni a turno unico, pose l'obbligo ai partiti politici di presentare, pena la mancata registrazione delle liste, un numero uguale di uomini e donne alle elezioni comunali, regionali, senatoriali ed europee. Tra le critiche che ricevette il movimento, dopo l'approvazione della legge, vi fu quella di aver ignorato le differenze tra le donne e di aver operato all'interno dei principi del repubblicanesimo francese, che aveva escluso l'intera popolazione femminile, senza proporre una nuova visione politica fondata sul pluralismo democratico.
Secondo l'autrice, che nel suo libro rinvia a tempi più maturi il bilancio definitivo di questa esperienza, Parité seppe sfruttare un momento di contraddizione nella storia dello stato-nazione francese agendo su un doppio fronte: "evocando la minaccia di una diminuzione della sovranità e offrendo allo stesso tempo di contrastarla rafforzando l’unità nazionale in un modo nuovo"; infine, l'afflusso di un gran numero di donne nel sistema politico, secondo Scott conteneva implicazioni importanti perché poteva indurre nel tempo un effetto "desimbolizzante", "rendendo la differenza sessuale una considerazione irrilevante per la politica, e alterando così il campo di forza politico in modi che non possiamo ancora prevedere."

##### The Politics of the Veil(2007)
Con The Politics of the Veil Scott estende la sua analisi dell’universalismo francese e delle opposizioni binarie nel campo delle differenze etniche e religiose, analizzando i diversi aspetti del dibattito francese sul velo musulmano - chiamato foulard in francese o hijab in arabo - che hanno preceduto e accompagnato l'approvazione della legge del 2004 che pose il divieto di esibire segni religiosi nelle scuole pubbliche. Anche se la legge non era diretta contro particolari comunità, di fatto, secondo Scott, essa era rivolta ad uno specifico gruppo sociale e religioso, i musulmani, o meglio, le ragazze musulmane minorenni che indossavano l'hijab, l'indumento che copre i capelli e il collo; non venne applicata nei confronti di altre minoranze religiose, come i ragazzi ebrei che indossavano il kippāh o i sikh che indossavano il turbante.

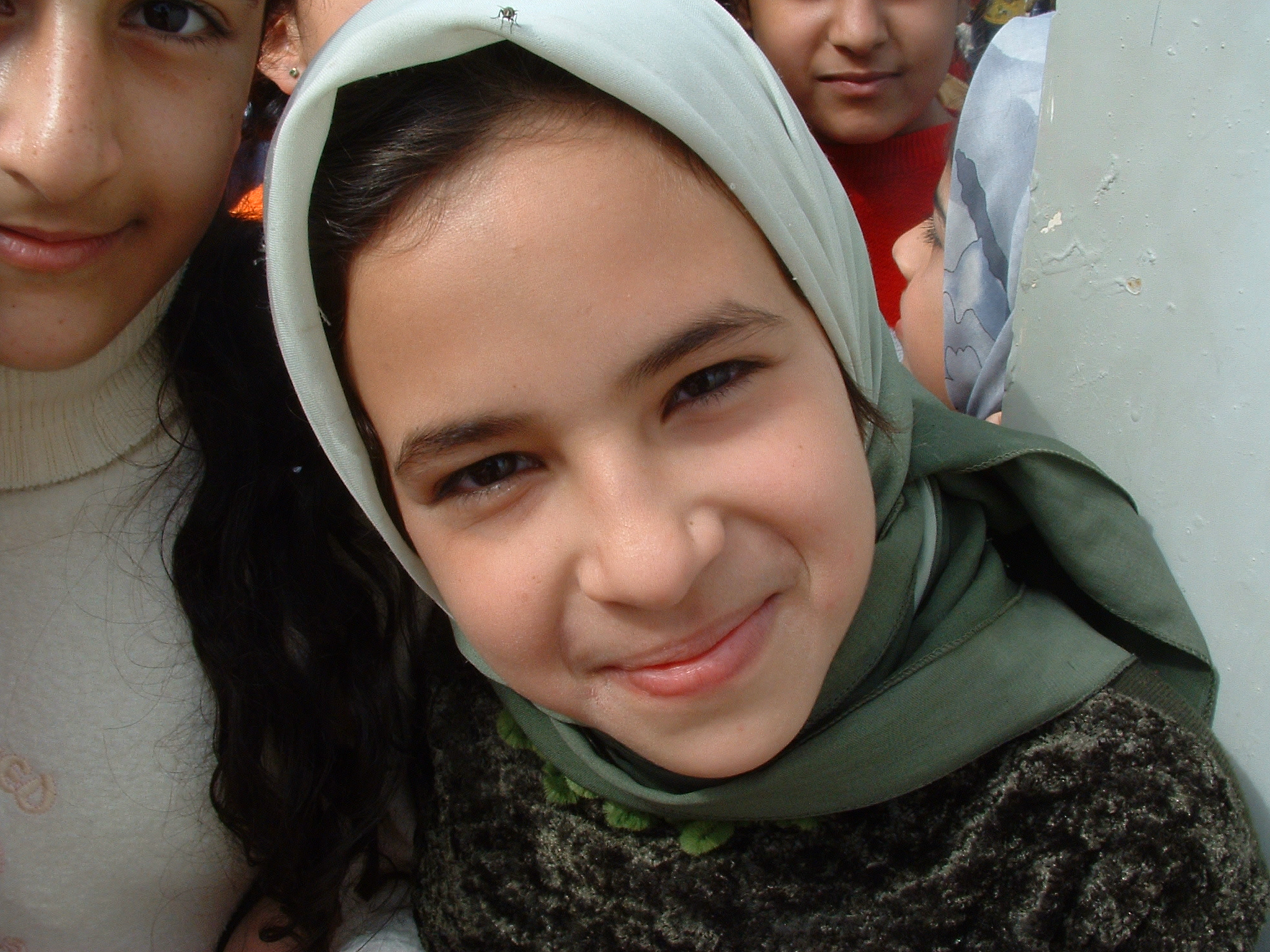
Giovane irachena che indossa il velo

Al pari delle sue precedenti opere, questo libro si presenta come uno studio del "discorso", inteso come "interpretazione e imposizione di significati sui fenomeni del mondo": secondo Scott i significati attribuiti al velo - diventato "uno schermo sul quale sono state proiettate immagini e fantasie di pericolo per il tessuto della società francese" - sono il risultato della costruzione oppositiva su cui si fonda la rappresentazione "noi/loro": quella della Francia come "mito", repubblica una e indivisibile, e quella dei musulmani, oggettivati come un "altro" omogeneo e irriducibile, percepiti come minaccia per la coesione e l'identità della nazione, ma anche come inferiori, meno evoluti.
Per comprendere il discorso repubblicano francese sul velo e individuare i molti fattori che avrebbero contributo ad alimentare queste rappresentazioni, l'autrice insiste sulla storia e sulla complessità, indagando su quattro temi da lei ritenuti intrecciati: il razzismo, il secolarismo, l'individualismo e la sessualità.
Secondo Scott le espressioni di pregiudizio nei confronti dei musulmani attingono a un profondo serbatoio di razzismo risalente alla colonizzazione francese dell'Algeria; esse ripropongono l'idea di una "missione civilizzatrice" e della presupposta superiorità della "civiltà" francese, in grado di salvare i musulmani - dipinti come un "altro" inferiore - dalla loro ignoranza. Un argomento che sarebbe stato presente anche nel dibattito sul velo, ritenuto simbolo di un'oppressione sessuale da cui le donne musulmane andavano liberate, portandole "allo standard delle loro sorelle francesi".

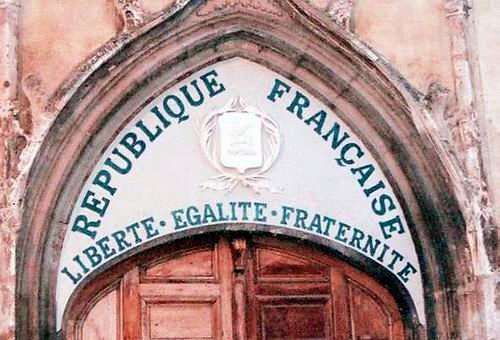
Timpano di una chiesa (Aups, dipartimento del Var) con il motto repubblicano "Liberté, Egalité, Fraternité"

Se il razzismo funge da sottotesto della polemica sul velo, la laicità, baluardo dello stato repubblicano, ne rappresenta la "giustificazione esplicita". Riferita non solo alla separazione tra Chiesa e Stato, ma al secolarismo e al ruolo dello Stato nel proteggere gli individui dalle pretese della religione, la laicità, secondo l'autrice, sarebbe stata usata come strumento ideologico di polarizzazione di concetti astratti - modernità/tradizione, ragione/superstizione, quindi Francia e Islam - in una campagna volta a collocare le popolazioni musulmane fuori dai confini della Francia, indicando la loro religione e la loro cultura come inaccettabilmente diverse, ma soprattutto pericolose. La concezione dominante della laicità, conclude l'autrice, si è rivelata "inflessibile quanto l’Islam che intendeva combattere".
Dietro alla questione del velo, secondo Scott, si agitano inoltre due diverse rappresentazioni discorsive della sessualità: il velo islamico, che per i musulmani significa modestia e indisponibilità sessuale, è il riconoscimento della minaccia che il sesso rappresenta per la società e la politica, mentre, al contrario, "il sistema francese celebra il sesso e la sessualità come privi di rischi sociali e politici", senza affrontare la questione della disuguaglianza tra uomini e donne e i rapporti di potere su cui si fonda, un atteggiamento paradossale e contraddittorio che Scott definisce "psicologia della negazione".
All'interno di questi diversi sistemi di relazioni di genere, rappresentati nel dibattito dall'opposizione differenza/uguaglianza, oppressione sessuale/emancipazione sessuale, il velo rivela, secondo Scott, l’importanza della differenza sessuale e la contraddizione presente nel repubblicanesimo francese, la sua incapacità di integrare la differenza nell’ideologia dell’individualismo astratto o dell’universalismo: "se siamo tutti uguali, perché la differenza sessuale è stata un tale ostacolo all’uguaglianza reale?"

Facendo notare come l'uguaglianza che si intendeva affermare con la rimozione del velo si riferisse non a quella tra donne e uomini, ma tra donne musulmane e donne francesi, Scott ricorda come fino a prima del dibattito molte femministe francesi avessero considerato l’esibizionismo sessuale e lo sfruttamento visivo nella loro società come umiliante per le donne, mentre ora il rifiuto del velo veniva sostenuto perché ritenuto lesivo dei loro diritti fondamentali, così come della loro stessa sessualità: "copriva" la dimensione sessuale.

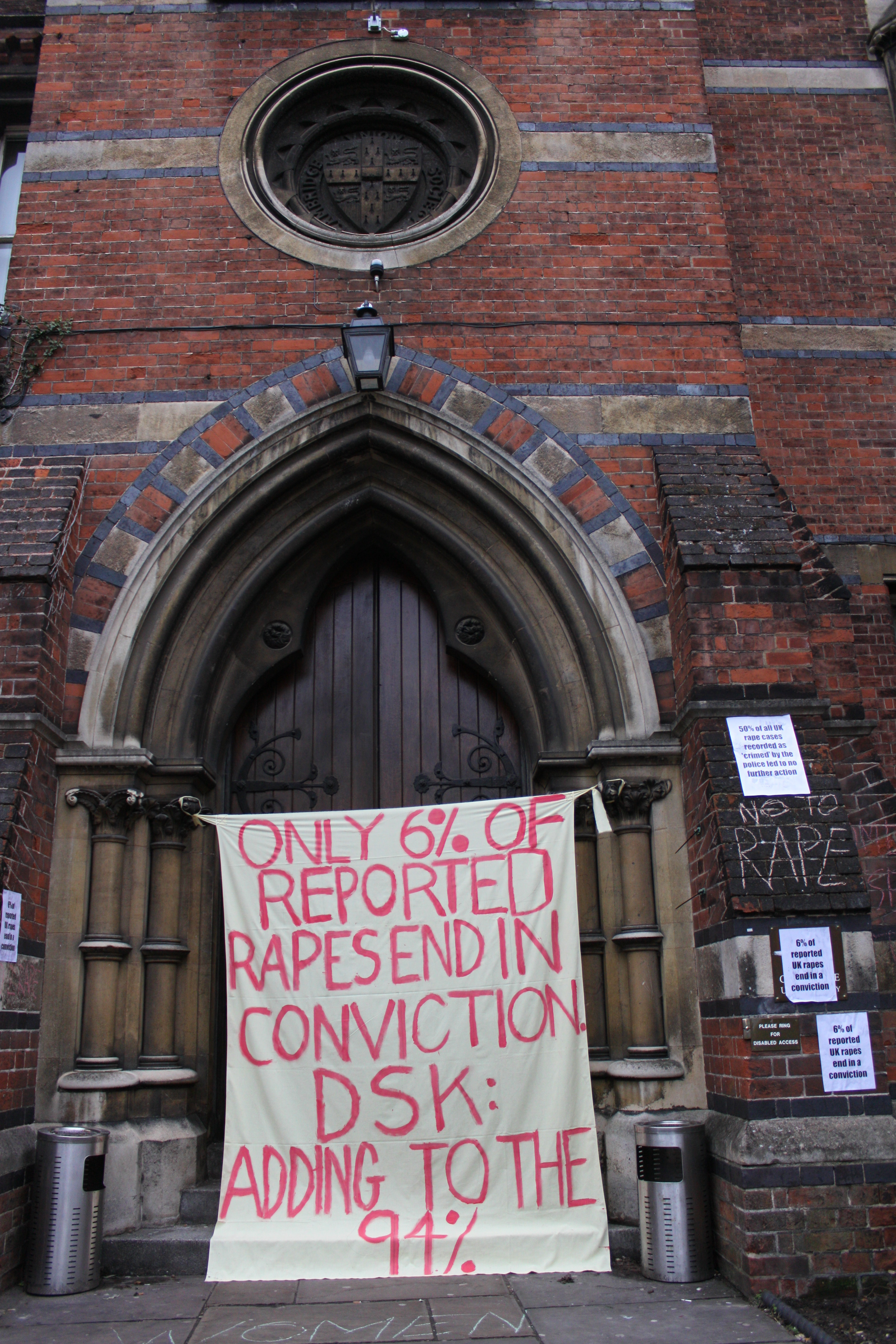
Protesta contro DSK alla Cambridge Union Society

L' "affaire du string” scoppiato nel 2003 con la protesta di insegnanti e presidi contro "le string" indossato da molte ragazze, un perizoma visibile al punto vita dei pantaloni e delle magliette scollate, mostrò l'applicazione di considerazioni divergenti: "le string", in cui il corpo femminile era sovraesposto, finì con l'essere tollerato; il velo, che comportava una sottoesposizione, venne considerato molto più pericoloso, tale da richiedere una legge per proteggere la repubblica dalle sue influenze.

#### La "seduzione" come identità nazionale francese
Qualche anno dopo la pubblicazione di The Politics of the Veil, Scott nel saggio French Seduction Theory (2011) ritorna sulla questione del velo e sui "caratteri nazionali" francesi scrivendo sulla teoria della seduzione, un argomento proposto in diversi libri e articoli da alcuni intellettuali parigini, tra cui il politologo Philippe Raynaud, Claude Habib e la storica e filosofa Mona Ozouf, e poi impostosi nel dibattito pubblico in seguito all'affaire DSK. Questi autori sostenevano la "singolarità" francese del gioco della seduzione, l'“attrazione naturale” tra donne e uomini come "una particolare forma di uguaglianza" tra i sessi, che poteva vantare una lunga tradizione storica in Francia, fuori dalla quale si ponevano i seguaci del velo islamico, ritenuto simbolo della segregazione sessuale.
Scott nel suo saggio analizza la questione da un punto di vista storico e psicanalitico, affermando che a suo parere tale teoria, da lei definita un'ideologia del repubblicanesimo aristocratico, andava interpretata come una reazione alle "tendenze livellatrici della democrazia". Negando che la disuguaglianza tra uomini e donne e gli ineguali rapporti di potere che ne derivavano, fossero un problema reale cui si doveva rispondere, la teoria della seduzione si basava su una visione fantastica della storia e sull'esaltazione della cultura estetica ed erotica della nobiltà francese.
L'identità nazionale, notava Scott, veniva concepita in termini di differenza sessuale, una differenza complementare e gerarchica, fondata sulla biologia e sulle relazioni eterosessuali, a difesa della quale i suoi sostenitori si schieravano contro il femminismo "americano", opponendovi un femminismo in "stile francese". Le sue caratteristiche, come scrisse la sociologa Irene Théry in un articolo su Le Monde, erano riposte in «un certo modo di vivere e non solo di pensare, che rifiuta l’impasse della correttezza politica, vuole gli uguali diritti dei sessi e i piaceri asimmetrici della seduzione, l’assoluto rispetto per il consenso e la deliziosa sorpresa dei baci rubati.»
Nel giugno 2011, intervenendo nel contesto del caso Dominique Strauss-Kahn (DSK), l'economista francese arrestato a New York con l'accusa di tentata violenza sessuale ai danni di una cameriera, Joan Scott espresse la sua posizione in un articolo sul quotidiano Libération, dal titolo Féminisme à la française, avviando alcune repliche da parte delle autrici e autori sostenitori e non della teoria della seduzione, in parte nominati nel suo saggio.

#### La psicanalisi come metodo della ricerca storica
Tra i nuovi orizzonti di ricerca intrapresi da Scott all'inizio degli Duemila vi è quello della psicanalisi. Per un certo periodo, negli anni novanta, si era sottoposta alla psicoterapia, per meglio comprenderne l'aspetto teorico, lasciandosi tuttavia ispirare dal linguaggio, dall'interpretazione dei sogni e dalla fantasia.

Il cambiamento intervenuto nel modo di pensare al genere, interpretato da alcuni critici come un passaggio dal linguistic turn alla psicanalisi, viene spiegato dall'autrice come una forma di ricerca avviata per "sondare il significato con una varietà di strumenti teorici." La teoria psicoanalitica cui si rivolge, associata agli interpreti americani di Lacan, consente a suo parere di dar conto dei diversi e contrastanti modi in cui sono stati rappresentati uomini e donne; è la continuazione di quanto appreso dal post-strutturalismo, il cui principale insegnamento viene da lei indicato nel passaggio "dalla convinzione di poter definire il significato e spiegare le sue origini in termini di influenze sociali ed economiche, alla comprensione dell'inafferrabilità del sapere". Secondo Scott la psicoanalisi rende la mascolinità e la femminilità un "dilemma permanente", un enigma, e il genere "il tentativo, mai definitivo, mai riuscito, di rispondere a questa domanda senza risposta".

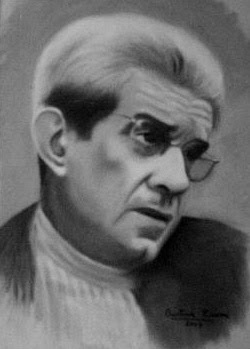
Jacques Lacan

##### The Fantasy of Feminist History(2011)
Il concetto psicanalitico di fantasia viene sviluppato nell'articolo Fantasy Echo: History and the Construction of Identity (2001), ripubblicato in The Fantasy of Feminist History (2011), una raccolta di cinque saggi scritti tra il 2001 e il 2011 (1. Feminism's History, 2004; 2. Fantasy Echo: History and the Construction of Identity, 2001; 3. Feminist Reverberations, 2002; 4. Sexularism: On Secularism and Gender Identity, 2011; 5. French Seduction Theory, 2011), nei quali l'autrice indaga la storia del femminismo analizzando le sue componenti immaginarie e propone agli storici la psicoanalisi come "pratica di lettura critica".
Nel 2012 scrive l'articolo The incommensurability of the Psychoanalysis and History, un'edizione riveduta della terza History and Theory Lecture, presentata nel 2011 alla Columbia University (New York).

##### The incommensurability of the Psychoanalysis and History(2012)
A differenza dei sostenitori della psicostoria e di una generazione di storici statunitensi che negli anni cinquanta e sessanta del Novecento avevano visto nella psicoanalisi uno strumento di cui servirsi per aumentare "la loro "attrezzatura" accademica", o, al contrario, dei detrattori che diffidarono della sua applicazione nella ricerca, ritenendola inattendibile perché non fondata su prove documentali ma su spiegazioni deterministe, patologicizzanti e anacroniste, Scott individua le potenzialità della psicanalisi nella sua inconciliabilità con la storia, nel suo diverso, forse antagonista, approccio epistemologico.
Sebbene entrambe le discipline riconoscano la relazione esistente tra fatto e interpretazione, Scott sottolinea le diverse modalità attraverso cui, in ciascuna, si realizza il processo interpretativo. Lo storico parte dagli eventi del passato e dai fatti accertati, ne ricerca le cause e il significato all'interno di un contesto definito cronologicamente, per pervenire ad una spiegazione sistematica e razionale, attraverso una narrazione lineare, che sancisce la relazione del passato con il presente; lo psicanalista non parte dagli eventi, ma dai loro effetti, esaminati come manifestazioni di tensioni psichiche, dinamiche dell'inconscio "che non conosce né tempo né contraddizione", espressi da parte di chi li ha vissuti sotto forma di rimozioni, transfert e fantasie; per la psicanalisi i tempi oggettivi del passato e del presente sono confusi, spesso indistinguibili.
A conferma di quanto sostenuto dallo storico francese e analista lacaniano Michel de Certeau, assunto da Scott come principale riferimento teorico del suo saggio, Scott sostiene che proprio per questa loro diversità, per il diverso concetto di soggetto, tempo e di causalità, e per quello, peculiare, di desiderio e inconscio, proprio della psicanalisi, le due discipline potrebbero avviare un dialogo produttivo; la psicanalisi, mostrando la fragilità delle categorie fisse e universali quando si tratta di cogliere realtà a cui esse fanno appello, potrebbe offrire alla disciplina storica la possibilità di ridefinire i suoi presupposti - la cronologia e la periodizzazione, la narrazione, le cause, i fatti storici, considerati in un certo senso “fabbricazioni” - e porre la questione della differenza sessuale come un dilemma costante da affrontare.

### 2015-
Nel 2014 Scott conclude la sua carriera all'Institute for Advanced Study di Princeton con il pensionamento e il conferimento del titolo di docente emerita. Dal 2015 è docente aggiunta (Adjunct faculty) al CUNY Graduate Center. La sua produzione scientifica non si arresta: nei successivi anni, a testimonianza del suo costante interesse per la ricerca storica e per il dibattito pubblico, scrive una serie di libri e di articoli che hanno per tema la laicità e il secolarismo, la libertà accademica e "il giudizio della storia". Tra i principali, Sex and Secularism (2017), Knowledge, power, and academic freedom (2019) e On the judgment of history (2020), .

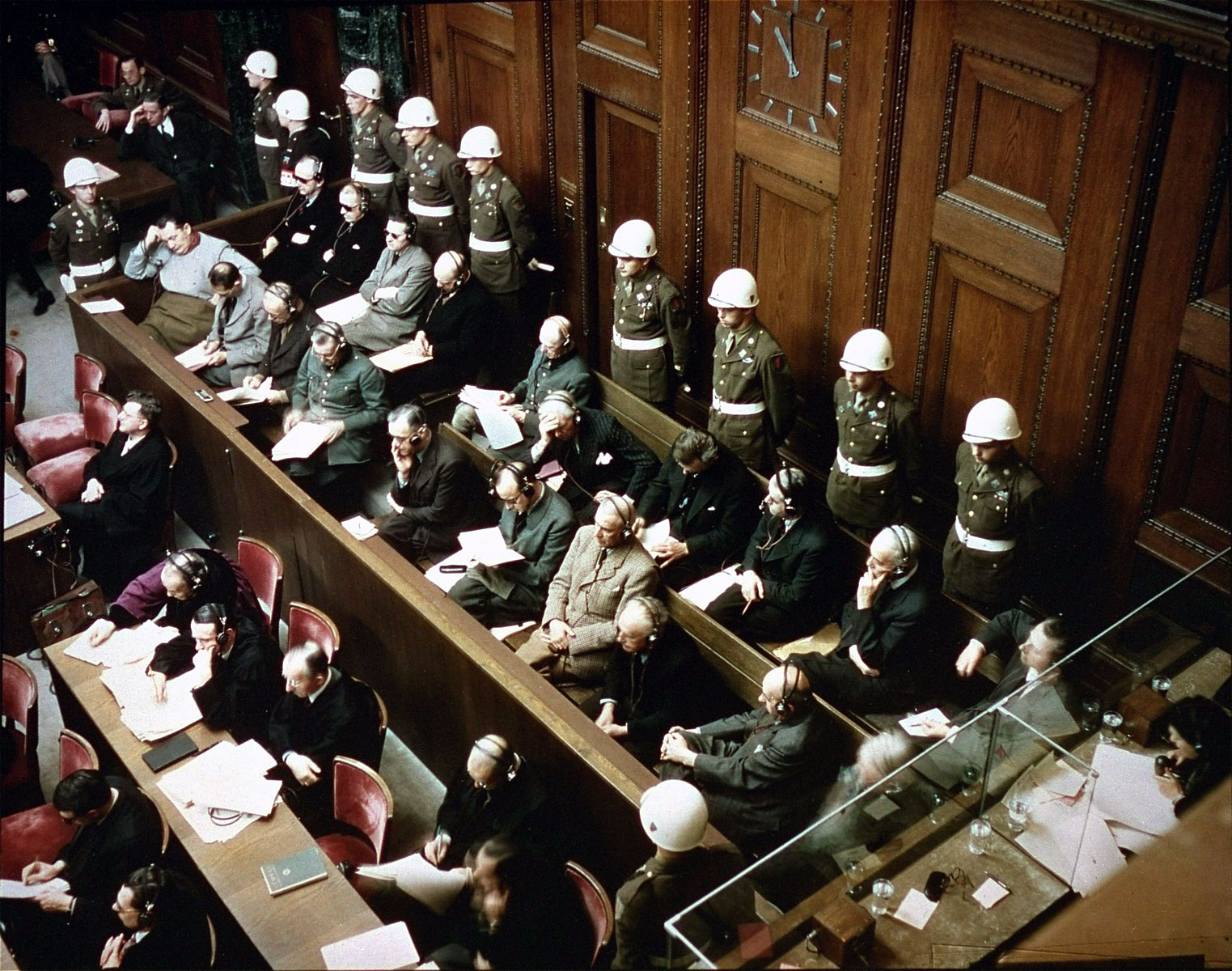
Il banco degli imputati al processo di Norimberga

#### On the judgment of history(2020)
In On the judgment of history, scritto dopo la marcia dei suprematisti bianchi a Charlottesville del 2017, Scott si interroga sulla persistenza, nel discorso pubblico, dei riferimenti al "giudizio della storia", a cui viene comunemente attribuita la capacità di illuminare e di condannare gli abusi del passato, i misfatti umani, impedendone la riproposizione nel presente. Secondo Scott questi appelli rappresentano il nostro desiderio di una "forza morale autonoma", sovraumana, arbitro finale della verità, e la fiducia in un futuro redentore immaginario; concepiscono la storia in termini di progresso e come "dimostrazione ultima della bontà morale intrinseca della ragione umana, una ragione separata dal potere".
Le domande poste dal concetto di "giudizio della storia" la conducono a riflettere nuovamente sull'uso politico della storia, sulla relazione tra stato, morale e politica, e ad esplorare i diversi modi in cui l'idea dello Stato ha operato "come incarnazione e attuazione del giudizio della storia", prendendo in esame tre casi di studio: i processi di Norimberga dei funzionari nazisti nel 1946, la Commissione per la Verità e la Riconciliazione (TRC) istituita nel 1996 dopo l'abolizione dell'apartheid in Sudafrica, la richiesta di risarcimenti per la schiavitù negli Stati Uniti. Tre casi eclatanti di razzismo che hanno in comune l'idea di razza come indicatore dell’identità nazionale, mentre si distinguono per il rapporto stabilito tra stato e "vittime": nei primi due casi fu "un benevole potere o insieme di poteri" a mettere in scena - nella forma di una procedura giudiziale (Norimberga) o quasi giudiziaria (TRC) - le sentenze della storia, in nome delle sue vittime; i movimenti per le riparazioni negli Stati Uniti, al contrario, hanno chiesto allo stato-nazione di riparare agli atti compiuti contro gli schiavi e i loro discendenti.

### Attività editoriale
Joan W. Scott fa parte del comitato editoriale di Signs, differences, History and Theory, Redescriptions; dal 1980 al 1983 e dal 2005 al 2008 ha fatto parte della redazione di The Journal of Modern History, pubblicata dall'University of Chicago Press. Nel 2010 ha contribuito a fondare History of the Present: A Journal of Critical History.

## Opere

### Libri
- (EN) Joan W. Scott, The Glassworkers of Carmaux : French craftsmen and political action in a nineteenth-century city, Cambridge, Cambridge University Press, 1974, OCLC 849244053.
- (EN) Louise Tilly e Joan W. Scott, Women, Work and Family, New York, Holt, Rinehart and Winston, 1978, OCLC 3345961.
- (EN) Brian Tierney, Joan W. Scott, Western societies : a documentary history, New York, Knopf, 1984, OCLC 10021668.
- (EN) Natalie Zemon Davis, Joan Wallach Scott, Women's history as women's education : essays. From a Symposium in Honor of Jill and John Conway Smith College, April 17, 1985, Northampton, Sophia Smith Collection and College Archives, Smith College, 1985, OCLC 14689383.
- (EN) Joan W. Scott, Gender and the politics of history, New York, Columbia University Press, 1988, OCLC 17674857.
- (EN) Joan W. Scott, Only paradoxes to offer : French feminists and the rights of man, Cambridge, Harvard University Press, 1996, OCLC 32924140.
- (EN) Joan W. Scott, Parité! : sexual equality and the crisis of French universalism, Chicago, University of Chicago Press, 2005, OCLC 1241669724.
- (EN) Joan W. Scott, The Politics of the Veil, Princeton, Princeton University Press, 2007, OCLC 122715361.
- (FR) Joan W. Scott, Théorie critique de l’histoire. Identités, expériences, politiques, Paris, Fayard, 2009, OCLC 470941112. Raccoglie tre saggi tradotti dall'inglese: Critical Theory of History, The Evidence of Experience (1991), Fantasy Echo: History and the Construction of Identity (2001)
- (EN) Joan W. Scott, The fantasy of feminist history, Durham, Duke University Press, 2012, OCLC 727658531.
- (EN) Joan W. Scott, Sex and Secularism, Princeton University Press, 2017, OCLC 1005089243.
- (EN) Joan W. Scott, Knowledge, power, and academic freedom, New York, Columbia University Press, 2019, OCLC 1035437293.
- (EN) Joan W. Scott, On the judgment of history, New York, Columbia University Press, 2020, OCLC 1147902320.

### Saggi pubblicati in volumi collettanei, Curatele
- (EN) Joan Scott, The Glassworkers of Carmaux, 1850-1900, in S. Thernstrom and R. Sennett (a cura di), Nineteenth Century Cities: Essays in the New Urban History, New Haven, Yale U.P, 1969,  pp. 3-48.
- (EN) Joan W. Scott e Louise A. Tilly, Women’s Work and the Family in Nineteenth Century Europe, in The family in history : lectures given in memory of Stephen Allen Kaplan under the auspices of the Department of history at the University of Pennsylvania, University of Phialdelphia, 1975,  pp. 145-178, OCLC 925200453.
- (EN) Joan W. Scott, Mayors versus police chiefs:socialist municipalities confront the French State, in John M. Merriman (a cura di), French cities in the nineteenth century, New York, Holmes & Meier, 1981,  pp. 230-245, OCLC 7278120.
- (EN) Joan W. Scott, Political discourse and cultural symbols, in Political symbolism in modern Europe : essays in honor of George L. Mosse, New Brunswick, Transaction Books, 1982,  pp. 197-215, OCLC 6942281.
- (EN) Joan W. Scott, Men and women in the Parisian garment trades: discussions of family and work in the 1830s and 1840s, in Pat Thane, Geoffrey Crossick, Roderick Floud (a cura di), The power of the past : Essays for Eric Hobsbawm, Cambridge, Cambridge University Press, 1985,  pp. 67-94, OCLC 848386942.
- (EN) Joan W. Scott, Statistical Representations of Work: The Politics of the Chamber of Commerce’s Statistique de l’Industrie à Paris, 1847–48, in Work in France: Representations, Meaning, Organization, and Practice, Cornell University Press, 1986,  pp. 335-363.
- (EN) Joan W. Scott, History and difference, in Learning about women : gender, politics, and power, Cambridge, American Academy of Arts and Sciences, 1987, OCLC 16884534.
- (EN) Joan W. Scott, "L'Ouvrière! Mot Impie, Sordide..." Women Workers in the Discourse of French Political Economy (1840-1860), in Patrick Joyce (a cura di), The Historical Meanings of Work, Cambridge, Cambridge UP, 1987,  pp. 119-142.
- (EN) Joan W. Scott, Rewriting History, in Margaret Higonnet (a cura di), Behind the Lines: Gender and the Two World Wars, Yale UP, 1987,  pp. 19-30, OCLC 14692603.
- (EN) Joan W. Scott, The Problem of Invisibility, in S. Jay Kleinberg (a cura di), Retrieving Women's History: Changing Perceptions of the Role of Women in Politics and Society, London, Berg/UNESCO, 1988,  pp. 5-29.
- (EN) Joan W. Scott, Women's History, in Peter Burke (a cura di), New Perspectives on Historical Writing, London, Polity Press, 1991,  pp. 42-66.
- (EN) Benedict Solomon Alper, Love and politics in wartime : letters to my wife, 1943-45, a cura di Joan W. Scott, Urbana, University of Illinois Press, 1992, OCLC 24066866.
- (EN) Joan W. Scott, A Woman Who Has Only Paradoxes to Offer: Olympe de Gouges Claims Rights for Women, in Sara E. Melzer, Leslie W. Rabine (a cura di), Rebel Daughters: Women and the French Revolution, New York, Oxford UP, 1992,  pp. 102-120.
- (EN) Joan W. Scott, The Rhetoric of Crisis in Higher Education, in Michael Bérubé, Cary Nelso (a cura di), Higher Education Under Fire: Politics, Economics, and the Crisis of the Humanities, Routledge, 1995,  pp. 293-334.
- (EN) James Burkhart Gilbert, Amy Wilman, Donald M. Scott, Joan W. Scott (a cura di), The Mythmaking frame of mind : social imagination and American culture, Belmont, Wadsworth Pub. Co., 1993, OCLC 26215963.
- (EN) Joan W. Scott, Academic Freedom as an Ethical Practice, in Louis Menand (a cura di), The Future of Academic Freedom, University of Chicago Press, 1996,  pp. 163-180.
- (EN) Joan W. Scott (a cura di), Feminism and history, Oxford, Oxford University Press, 1996, OCLC 33864785.
- (EN) Joan W. Scott (a cura di), Women's studies on the edge, Bloomington, Indiana University Press, 1997, OCLC 40525130.
- (EN) Joan Wallach Scott, Cora Kaplan, Debra Keates (a cura di), Transitions, environments, translations : feminisms in international politics, New York, Routledge, 1997, OCLC 964121766.
- (EN) Joan W. Scott, Some Reflections on Gender and Politics, in Myra Marx Ferree, Judith Lorber, Beth B. Hess (a cura di), Revisioning Gender, Sage, 1999,  pp. 70-96.
- (EN) Joan W. Scott, After History?, in Schools of thought : twenty-five years of interpretive social science, Princeton, Princeton University Press, 2001, OCLC 46685183.
- (FR) Joan W. Scott, Les "guerres académiques" aux Etats-Unis, in Julie Allard, Guy Haarscher e Maria Puig dela Bellacasa (a cura di), L'Université en questions: marché des saviors, nouvelle agora, tour d'ivoire?, Brussels, Editions Labor, 2001.
- (EN) Joan W. Scott, Going public : feminism and the shifting boundaries of the private sphere, in Joan Wallach Scott, Debra Keates (a cura di), Going public : feminism and the shifting boundaries of the private sphere, Urbana, University of Illinois Press, 2004, OCLC 55502944.
- (EN) Joan W. Scott, French universalism in the Nineties", in Women and citizenship, Studies in Feminist Philosophy, in Marilyn Friedman (a cura di), Women and citizenship, Studies in Feminist Philosophy, Oxford, Oxford UP, 2005,  pp. 35-51, ISBN 9780195175356.
- (EN) Joan W. Scott, History-writing as Critique, in Keith Jenkins (a cura di), Manifestos for History, London, Routledge, 2007,  pp. 19-38.
- (EN) Joan W. Scott, Finding Critical History, in James Banner, John Gillis (a cura di), Becoming Historians, Chicago, University of Chicago Press, 2009,  pp. 26-53.
- (EN) Joan W. Scott, Experience, in Judith Butler, Joan W. Scott (a cura di), Feminists theorize the political, New York, Routledge, 2012, OCLC 800969057.
- (EN) Joan W. Scott e Wendy Brown, Power, in Catharine R. Stimpson, Gilbert Herdt (a cura di), Critical Terms for the Study of Gender, Chicago, University of Chicago Press, 2014, OCLC 898736757.

### Articoli
- (FR) Joan Scott, Les Verriers de Carmaux, 1856-1895, in Le Mouvement Social, n. 76, 1971,  pp. 67-93.
- (FR) Joan W. Scott, L’Histoire du Monde Ouvrier aux États-Unis depuis 1960, in Le Mouvement Social, n. 100, 1977,  pp. 121-131.
- (EN) Joan W. Scott, Social History and the History of Socialism: French Socialist Municipalities in the 1890's, in Le Mouvement Social, n. 111, 1980,  pp. 145-153.
- (EN) E. J. Hobsbawm, Joan Wallach Scott, Political Shoemakers, in Past & Present, n. 89, 1980,  pp. pp. 86-114.
- (FR) Joan W. Scott, Dix Ans de l'histoire des femmes aux Etats-Unis, in Le Débat, n. 19, 1981,  pp. 127-132.
- (EN) Joan W. Scott, Politics and Professionalism: Women Historians in the 1980s, in Women's Studies Quarterly, vol. 9, n. 3, 1981,  pp. 23-32.
- (EN) Joan W. Scott, The Mechanization of Women's Work, in Scientific American, vol. 247, n. 3, 1982,  pp. 166-187.
- (EN) Joan W. Scott, Women in History. The Modern Period, in Past & Present, n. 101, 1983,  pp. 141-157.
- (EN) Joan W. Scott, Gender: A Useful Category of Historical Analysis, in American Historical Review, vol. 91, n. 5, 1986,  pp. 1053-1075.
- (EN) Joan W. Scott, On Language, Gender, and Working Class History, in International Labor and Working Class History, n. 31, 1987,  pp. 1-13.
- (EN) Joan W. Scott, Deconstructing Equality-versus-Difference: Or, the Uses of Poststructuralist Theory for Feminism, in Feminist Studies, n. 14, 1988,  pp. 33-50.
- (EN) Joan W. Scott, History and Difference, in Daedalus, 1987,  pp. 93-118.
- (EN) Joan W. Scott, History in Crisis? The Others' Side of the Story, in American Historical Review, n. 94, 1989.
- (EN) Joan W. Scott, Interview with Joan Scott, in Radical History Review, n. 45, 1989,  pp. 41-59.
- (EN) Joan W. Scott, French Feminists and the Rights of 'Man: Olympe de Gouges' Declarations, in History Worksho, n. 28, 1989,  pp. 1-21.
- (EN) Joan W. Scott, The Evidence of Experience, in Critical Inquiry, vol. 17, n. 4, 1991,  pp. 773-797.
- (EN) Joan W. Scott, Liberal Historians: A Unitary Vision, in Chronicle of Higher Education, n. 11, 1991,  pp. B1-2.
- (EN) Joan W. Scott, The Campaign Against Political Correctness: What's Really at Stake?, in Change, 1991,  pp. 30-43.
- (EN) Joan W. Scott, Multiculturalism and the Politics of Identity, in October 61, 1992,  pp. 12-19.
- (EN) Joan W. Scott, The New University: Beyond Political Correctnes, in Boston Review, 1992,  pp. 29-31.
- (EN) Joan W. Scott, Forum: Raymond Martin, Joan W. Scott, and Cushing Strout on 'Telling the Truth About History, in History and Theory, vol. 34, 1995,  pp. 329-334.
- (FR) Joan W. Scott, Vive la différence!, in Le Débat, 1995,  pp. 134-139.
- (EN) Joan W. Scott, After History?, in Common Knowledge, vol. 5, n. 3, 1996,  pp. 9-26.
- (EN) Joan W. Scott, La "Querelle des Femmes" in Late Twentieth Century France, in New Left Review, 1997,  pp. 3-19.
- (EN) Joan W. Scott, "Border Patrol," contribution to "Forum" A Crisis in History? On Gérard Noiriel's Sur la Crise de l'Histoire, in French Historical Studies, vol. 21, n. 3, 1998,  pp. 383-398.
- (FR) Joan W. Scott, Entretien avec Joan Scott, in Mouvements: Sociétés, politique, culture, n. 2, 1999,  pp. 101-112.
- (FR) Joan W. Scott, La Traduction Infidèle, in Vacarme, n. 19, 1999.
- (EN) Joan W. Scott, Feminist Family Politics, in French Politics, Culture and Society, vol. 17, n. 3/4, 1999,  pp. 20-30.
- (EN) Joan W. Scott, The ‘Class’ We Have Lost, in International Labor & Working-Class History, n. 57, 2000,  pp. 69-75.
- (EN) Joan W. Scott, Fantasy Echo: History and the Construction of Identity, in Critical Inquiry, n. 27, 2001,  pp. 284-304.
- (EN) Joan W. Scott, Faculty Governance, in Academe, 2002,  pp. 41-48.
- (EN) Joan W. Scott, Feminism's History, in Journal of Women's History, vol. 16, n. 1, 2005,  pp. 10-29.
- (EN) Joan W. Scott, Symptomatic Politics: The Banning of Islamic Head Scarves in French Public Schools, in French Politics, Culture and Society, vol. 23, n. 3, 2005,  pp. 106-127.
- (EN) Joan W. Scott, Against Eclecticism, in Differences, vol. 16, n. 3, 2005,  pp. 114-137.
- (EN) Joan W. Scott, Back to the Future, in History and Theory, vol. 47, n. 2, 2008,  pp. 279-284.
- (EN) Joan W. Scott, “Unanswered Questions,” contribution to AHR Forum ”Revisiting ‘Gender: A Useful Category of Historical Analysis, in American Historical Review, vol. 113, n. 5, 2008,  pp. 1422-1430.
- (EN) Joan W. Scott, Knowledge, Power, and Academic Freedom, in Social Research, 2009.
- (EN) Joan W. Scott, Gender: Still a Useful Category of Analysis?, in Diogenes, vol. 57, n. 225, 2010.
- (EN) Joan W. Scott, Storytelling, in History and Theory, vol. 50, n. 2, 2011,  pp. 203-209.

### Traduzioni italiane
- Louise Tilly e Joan W. Scott, Donne, lavoro e famiglia nell'evoluzione della società capitalistica, Bari, De Donato, 1981.
- Eric J. Hobsbawm e Joan W. Scott, I calzolai "politici", in Lavoro, cultura e mentalità nella società industriale, Roma-Bari, Laterza, 1986.
- Joan Scott, Il “genere”: un’utile categoria di analisi storica, in Rivista di storia contemporanea, vol. 16, n. 4, 1987,  pp. 560-586. Joan W. Scott, Il “genere”: un’utile categoria di analisi storica, in Ida Fazio (a cura di), Genere, storia, politica, Roma, Viella, 2013,  pp. 31-63, ISBN 978-88-6728-002-5.
- Joan W. Scott, Uguaglianza versus differenza, in Memoria: rivista di storia delle donne, n. 2.5, 1989,  pp. 57-72.
- Joan W. Scott, La donna lavoratrice nel XIX secolo, in Genevieve Fraisse e Michelle Perrot (a cura di), Storia delle donne in Occidente. L'Ottocento, Roma-Bari, Laterza, 1993,  pp. 355-385, ISBN 88-420-3855-5.
- Joan W. Scott, La storia delle donne, in Peter Burke (a cura di), La storiografia contemporanea, Roma-Bari, Laterza, 1993.
- Joan W. Scott, Genere, storia, politica, a cura di Ida Fazio, Roma, Viella, 2013, ISBN 978-88-6728-002-5. Contiene la traduzione di quattro saggi dell'autrice: Il genere: un'utile categoria di analisi storica (pp. 31–63); Ancora qualche riflessione su genere e politica (pp. 65–91); Domande in attesa di risposta (pp. 93–104); Usi e abusi del "genere" (pp. 105–127)

## Premi
- 1974 - Premio Herbert Baxter Adams (American Historical Association) per The Glassworkers of Carmaux
- 1989 - Premio Joan Kelly (American Historical Association) per Gender and the Politics of History[152]
- 1999 - Premio Hans Sigrist dell'Università di Berna per la ricerca nel campo dei “Gender Studies”[153]
- 2016 - Premio Talcott Parsons dell'American Academy of Arts and Sciences[154]
- 2018 - Premio internazionale Edgar de Picciotto[155]

## Onorificenze
- 2004 - Dottorato honoris causa dall'Università di Bergen
- 2004 - Dottorato honoris causa in Lettere dal John Jay College of Criminal Justice (CUNY)
- 2007 - Dottorato honoris causa in Legge dall'Università di Harvard
- 2009 - Dottorato honoris causa in Lettere dall'Università del Wisconsin
- 2012 - Dottorato honoris causa in Lettere dall'Università di Princeton
- 2012 - Dottorato honoris causa in Lettere dall'Università del Québec a Montréal
- 2016 - Dottorato honoris causa in Lettere dall'Università Concordia (Montréal)
- 2018 - Dottorato honoris causa in Scienze sociali dall'Università di Edimburgo
- 2022 - Dottorato honoris causa dall'Université Paris 8[157]
- 2022 - Dottorato honoris causa in Scienze sociali dall'Università di Liegi

### Fonti primarie
- (EN) Joan W. Scott, The Glassworkers of Carmaux : French Craftsmen and political action in a Nineteenth-Century City, Cambridge, Cambridge University Press, 1974, OCLC 849244053.
- (EN) Louise Tilly e Joan W. Scott, Women, Work and Family, New York, Holt, Rinehart and Winston, 1978, OCLC 3345961.
- (EN) Joan W. Scott, Gender: A Useful Category of Historical Analysis, in American Historical Review, vol. 91, n. 5, 1986,  pp. 1053-1075. Trad. italiana: Joan Scott, Il “genere”: un’utile categoria di analisi storica, in Rivista di storia contemporanea, vol. 16, n. 4, 1987,  pp. 560-586.  Joan W. Scott, Il “genere”: un’utile categoria di analisi storica, in Ida Fazio (a cura di), Genere, storia, politica, Roma, Viella, 2013,  pp. 31-63, ISBN 978-88-6728-002-5.  Joan W. Scott, Il “genere”: un’utile categoria di analisi storica, in Paola Di Cori (a cura di), Altre storie, Bologna, CLUEB, 1996,  pp. 307-347, ISBN 88-8091-304-2.
- (EN) Joan W. Scott, On Language, Gender, and Working-Class History, in International Labor and Working-Class History, n. 31, 1987,  pp. 1-13.
- (EN) Joan W. Scott, Gender and the politics of history, New York, Columbia University Press, 1988, OCLC 17674857.
- (EN) Joan W. Scott, The Evidence of Experience, in Critical Inquiry, vol. 17, n. 4, 1991,  pp. 773-797.
- (EN) Joan W. Scott, Only paradoxes to offer : French feminists and the rights of man, Cambridge, Harvard University Press, 1996, OCLC 32924140.
- (EN) Joan W. Scott, Parité! : sexual equality and the crisis of French universalism, Chicago, University of Chicago Press, 2005, OCLC 1241669724.
- (EN) Joan W. Scott, The Politics of the Veil, Princeton, Princeton University Press, 2007, OCLC 122715361.
- (EN) Joan W. Scott, Finding Critical History, in James Banner, John Gillis (a cura di), Becoming Historians, Chicago, University of Chicago Press, 2009,  pp. 26-53.
- (EN) Joan W. Scott, The fantasy of feminist history, Durham, Duke University Press, 2011, OCLC 727658531.
- (EN) Joan W. Scott, The incommensurability of psychoanalysis and history, in History and theory, vol. 51, n. 1, 2012,  pp. 63-83.
- Joan W. Scott, Genere, storia, politica, a cura di Ida Fazio, Roma, Viella, 2013, ISBN 978-88-6728-002-5.
- (EN) Joan W. Scott, Writing Women, Work, and Family: The Tilly-Scott Collaboration, in Social Science History, vol. 38, n. 1/2, 2014,  pp. 113-120, DOI:10.1017/ssh.2015.11.
- (EN) Joan W. Scott, On the judgment of history, New York, Columbia University Press, 2020, OCLC 1147902320.

### Fonti secondarie
- (FR) Thamy Ayouch, Joan W. Scott : écrire l’histoire, de Foucault à la psychanalyse, in Genre, sexualité & société, n. 21, 2019, DOI:10.4000/gss.5528.
- (EN) Judith Butler, Speaking Up, Talking Back: Joan Scott’s Critical Feminism, in Judith Butler, Elizabeth Weed (a cura di), The question of gender: Joan W. Scott’s Critical Feminism, Bloomington, Indiana University Press, 2011,  pp. 11-28, ISBN 978-0-253-35636-9.
- (EN) Judith Butler, Elizabeth Weed (a cura di), The question of gender: Joan W. Scott’s Critical Feminism, Bloomington, Indiana University Press, 2011, ISBN 978-0-253-35636-9.
- (EN) Miguel A. Cabrera, Language, Experience, and Identity. Joan W. Scott’s Theoretical Challenge to Historical Studies, in Judith Butler, Elizabeth Weed (a cura di), The question of gender: Joan W. Scott’s Critical Feminism, Bloomington, Indiana University Press, 2011,  pp. 31-49, ISBN 978-0-253-35636-9.
- Paola Di Cori, Dalla storia delle donne a una storia di genere, in Rivista di storia contemporanea, vol. 16, n. 4, 1987,  pp. 548-559.
- Paola Di Cori e Joan W. Scott, Postfazione. Visione critica della storia e femminismo, in Ida Fazio (a cura di), Genere, politica, storia, Roma, Viella, 2013,  pp. 249-304.
- (EN) Victoria Hesford, Lisa Diedrich, On ‘The evidence of experience’ and its reverberations: An interview with Joan W. Scott, in Feminist theory, vol. 15, n. 2, 2014,  pp. 197-207, DOI:10.1177/1464700114528767.
- (EN) Joanne Meyerowitz, A History of “Gender”, in The American historical review, vol. 113, n. 5,  pp. 1346-1356.
- (EN) Jennifer Scanlon, Scott, Joan Wallach, in American Women Historians, 1700s–1990s : a Biographical Dictionary, Westport, Greenwood Press, 1996,  pp. 201-203, ISBN 0–313–29664–2.
- (EN) Louise Tilly e Joan W. Scott, Women, Work and Family, New York, Holt, Rinehart and Winston, 1978, OCLC 3345961.
- (EN) Janell Watson, Psychoanalysis, Secularism, and Sexuality: An Interview with Joan Wallach Scott, in Minnesota Review, vol. 77, 2011,  pp. 101-110.